# Saint-Pierre-d'Oléron
Saint-Pierre-d’Oléron est une commune du sud-ouest de la France, située dans le département de la Charente-Maritime (région Nouvelle-Aquitaine). Ses habitants sont appelés les Saint-Pierrais et les Saint-Pierraises.
Important centre administratif et commercial, Saint-Pierre-d'Oléron est la principale agglomération de l'île d'Oléron. Sa situation géographique la fait souvent considérer comme sa capitale économique. Elle est de fait la première ville de l'île d'Oléron et, en 2018, elle forme la 10e unité urbaine de Charente-Maritime.
Cette petite cité est le chef-lieu du canton de l'Île d'Oléron depuis 2015. Elle conserve un centre historique en partie piétonnier, structuré autour de quelques monuments emblématiques (église Saint-Pierre, lanterne des Morts, maison des Aïeules, où repose l'écrivain Pierre Loti). Les quartiers périphériques concentrent entreprises, boutiques et centres commerciaux.
Sur la côte occidentale de l'île, le port de La Cotinière produit poissons nobles, crevettes et sardines, et est un centre touristique particulièrement fréquenté durant la saison estivale.
Saint-Pierre-d'Oléron abrite le siège administratif de la communauté de communes de l'Île-d'Oléron, structure intercommunale regroupant huit communes et 22 092 habitants (2018).

## Géographie

### Présentation

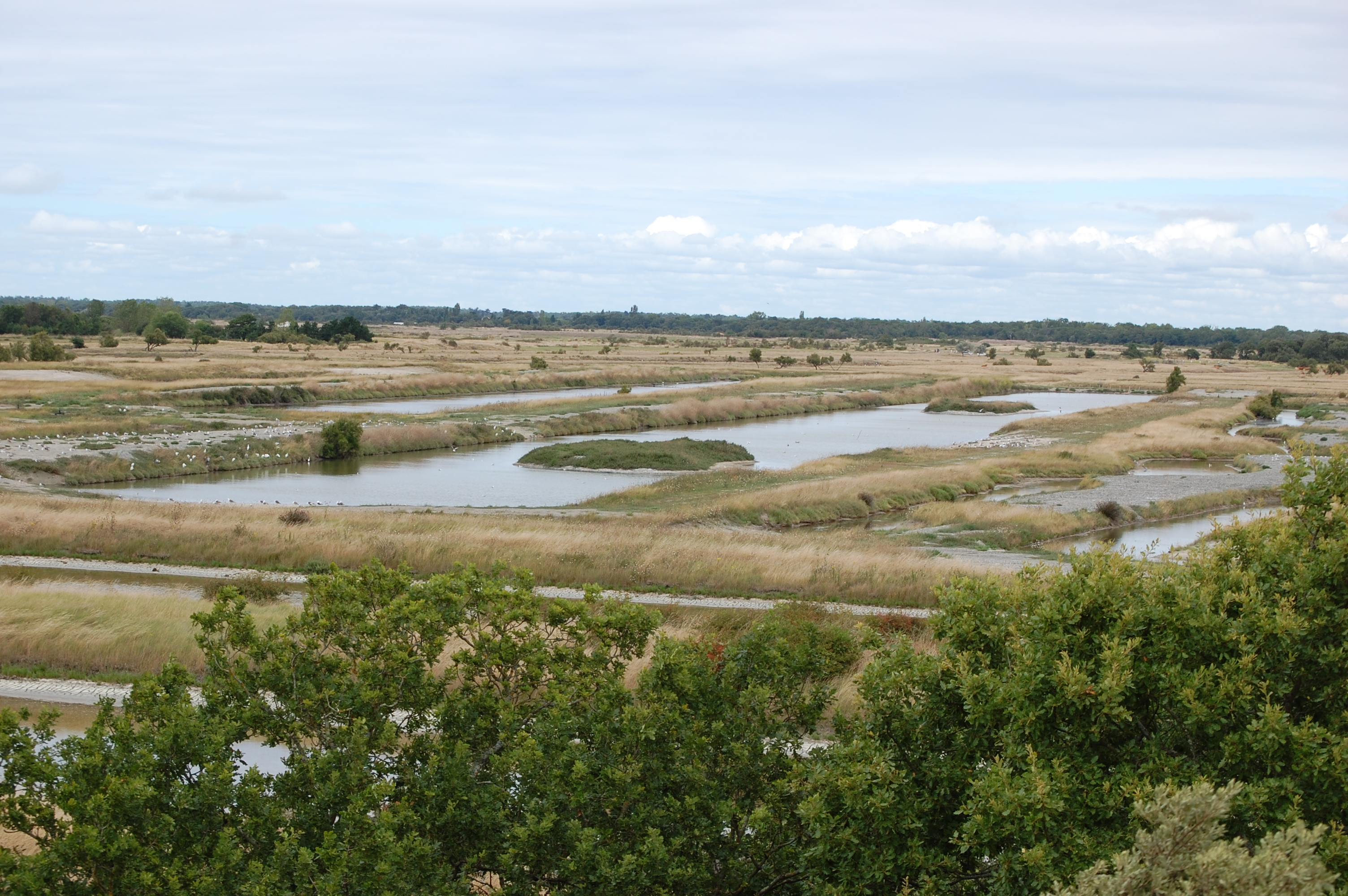
La partie nord-ouest de la commune est occupée par des marais, refuge de nombreuses espèces animales.

Position de Saint-Pierre dans l'île d'Oléron.

La commune occupe la partie centrale de l'île d'Oléron, seconde plus grande île de France métropolitaine, dans le département de la Charente-Maritime.
Sur un plan plus général, la commune de Saint-Pierre-d'Oléron est localisée dans la partie sud-ouest de la France, au centre de la côte atlantique dont elle est riveraine, faisant partie du « Midi atlantique ».
Chef-lieu d'un canton compris dans l'arrondissement de Rochefort, elle se trouve à environ 12 kilomètres du Château-d'Oléron, 46 kilomètres de Rochefort, 53 kilomètres de Royan, 64 kilomètres de Saintes et 80 kilomètres de La Rochelle.
Le territoire communal est composé essentiellement de plateaux Jurassique (Saint-Pierre, Bonnemie, La Coindrie) et Crétacé (La Valinière, Les Châteliers), bordés au nord-est par un vaste marais arrière-littoral ponctué de prés-salés (marais des Salines) qui, comme son nom l'indique, est un ancien bassin salicole. Sur la côte orientale, une petite partie de cet ensemble a été reconvertie en parcs à huîtres (zone ostréicole de Fort-Royer), qui s'intègrent à un ensemble plus vaste, le bassin de Marennes-Oléron. La partie méridionale des marais est aujourd'hui occupée par une importante réserve ornithologique et un centre de sauvegarde de la faune sauvage (Marais aux Oiseaux), partagée entre les communes de Saint-Pierre-d'Oléron et de Dolus-d'Oléron.
La façade occidentale de la commune est formée de vastes étendues sablonneuses bordées par l'océan Atlantique. La vigueur des courants explique la dénomination de « Côte sauvage » donnée au littoral occidental de l'île d'Oléron. Quatre petits havres sont néanmoins bien présents : la baie de la Perroche (partagée avec Dolus-d'Oléron), la conche de Matha, la baie de La Cotinière et la baie de la Brimaudière.

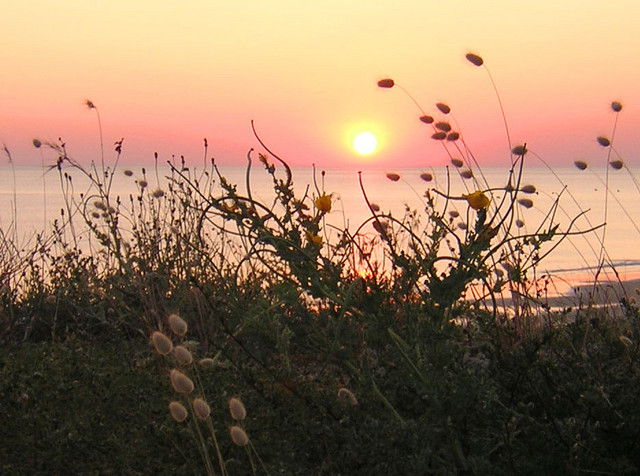
Coucher de soleil sur la côte occidentale d'Oléron.

Les forêts sont peu nombreuses, et ne couvrent guère plus de 12 % du territoire communal, contre 53 % de territoires agricoles, 19 % de zones humides et 16 % de territoires artificialisés (en constante progression). Les principaux massifs sont le bois de La Martière et le bois d'Anga. Le chêne, le chêne pédonculé, le chêne vert et le frêne en sont les essences dominantes.
La culture du blé, du maïs, de l'orge, de l'escourgeon et du tournesol constitue une part importante des productions locales, qui s'épanouissent sur les terres argilo-limoneuses calcaires de l'ouest de la commune (terres de doucins). La commune possède également des vignobles donnant des vins de pays (produits sous le nom de « Vins de pays charentais de l'Île d'Oléron ».
L'habitat oléronais est généralement réparti en hameaux, appelés villages et souvent dotés d'une identité propre. La commune en compte vingt-neuf, sans compter les deux noyaux urbains que sont le centre-ville et le port de La Cotinière, auxquels viennent s'ajouter de nombreux lieux-dits.

### Axes de communication

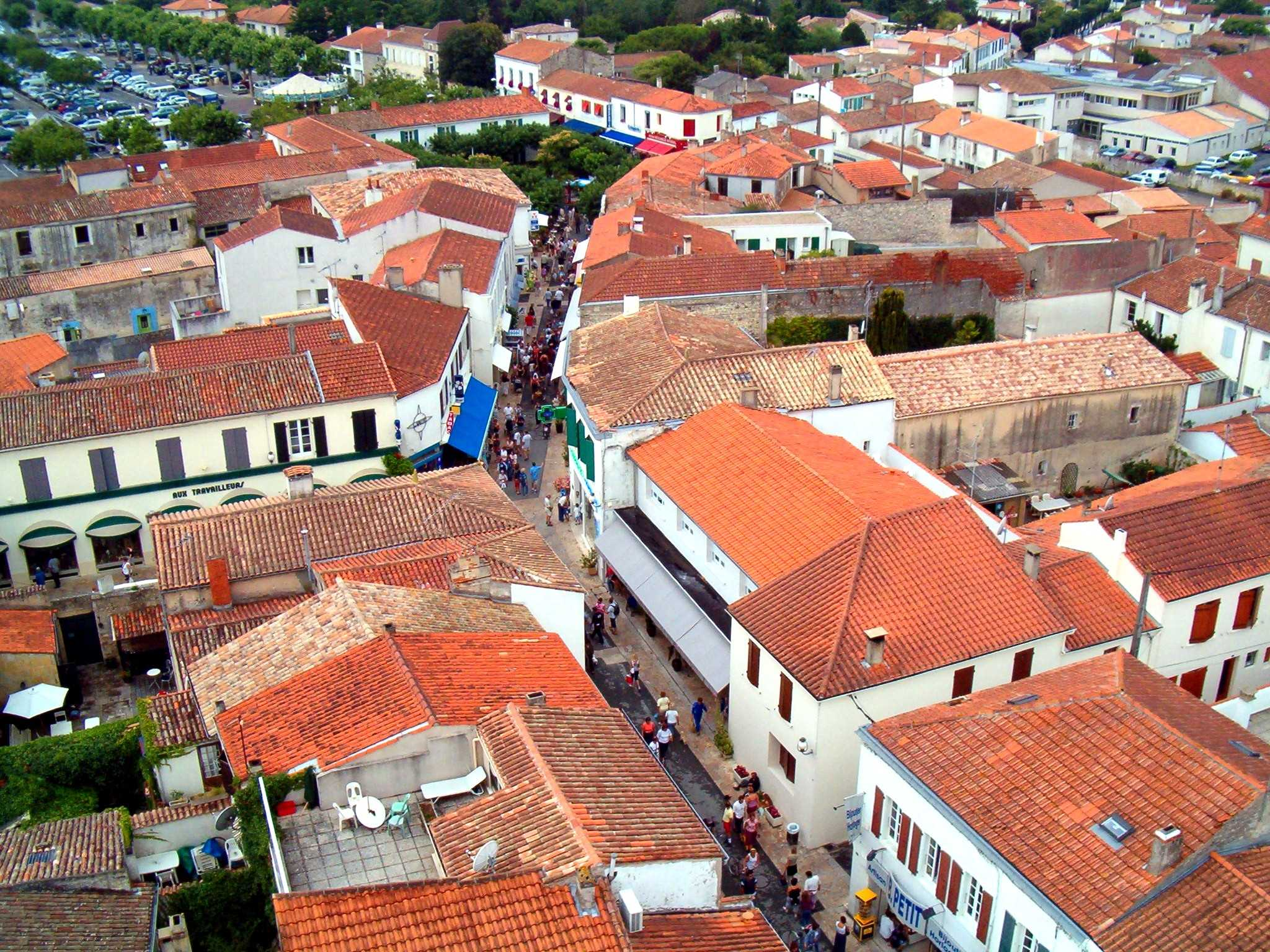
Ruelles tortueuses, venelles et placettes ombragées sont un héritage du parcellaire médiéval (photo prise depuis le clocher de l'église Saint-Pierre).

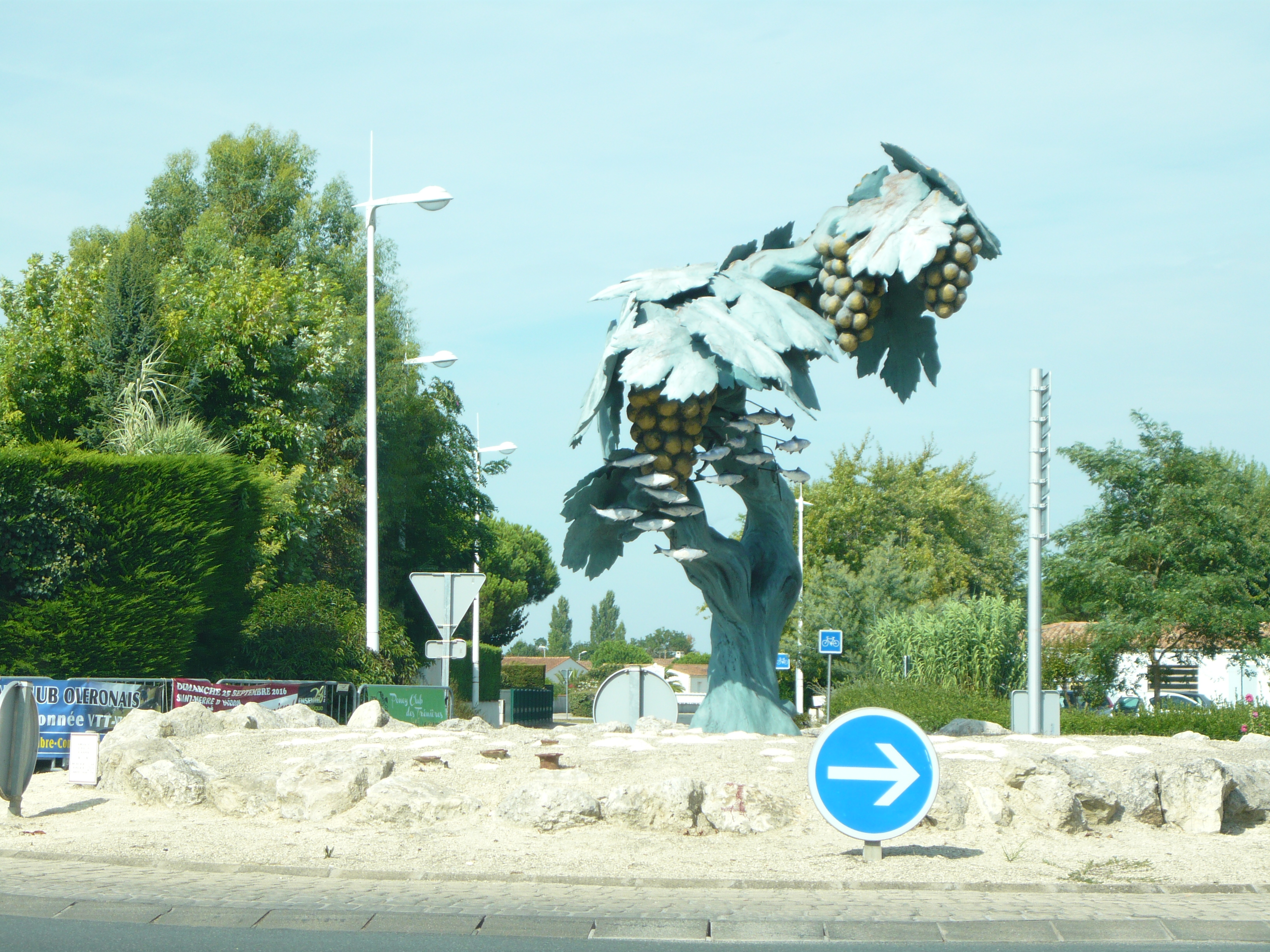
Rond-point à Saint-Pierre D734 sculpture La vigne et les poissons.

L'île est accessible par une voie rapide (D 26) et par le pont de l'île d'Oléron (accès gratuit). Les grands axes reliant les communes oléronaises aux principales villes du département sont la D 728 (Saintes et autoroute A10) et la D 733 (Marennes, Royan, Rochefort, La Rochelle).
La D 26 vient se greffer sur la D 734 à hauteur de Dolus-d'Oléron. Cette importante route départementale constitue l'axe majeur de l'île, qu'elle traverse selon un axe nord-ouest/sud-est. Cette voie conduit directement à Saint-Pierre-d'Oléron, et se poursuit jusqu'à la pointe de Chassiron, extrémité septentrionale de l'île.
L'importance du trafic en centre-ville (particulièrement durant la période estivale) est une source potentielle de nuisances sonores, répertoriée comme tel par les services de la DDE (classée en catégorie 3 sur une échelle de 5). Au total, six kilomètres de routes (soit environ 1 % du territoire communal) sont considérés comme présentant de tels inconvénients.
La D 274 vient couper perpendiculairement la D 734 à hauteur du centre-ville, mettant en relief la position de carrefour qu'occupe la cité. Cette voie départementale, autre axe majeur de l'île d'Oléron (quoique sensiblement moins fréquenté) permet de relier le village de Sauzelle au nord et le port de La Cotinière au sud. La D 273, qui suit un axe nord-est/sud-ouest, vient se greffer sur la D 274 à hauteur du centre-ville. Cet axe secondaire fait la liaison entre Saint-Pierre et Saint-Georges-d'Oléron. Enfin, un réseau de voies de troisième ordre permet d'accéder aux nombreux « villages » et lieux-dits de la commune (route des Châteliers, route de Matha…).
La compagnie de transports départementaux « Les Mouettes » dessert les principales communes de l'île par bus. Les aéroports les plus proches sont situés à Rochefort (Rochefort-Saint-Agnant) et à La Rochelle (La Rochelle-île de Ré). La commune dispose cependant d'un aérodrome : créé en 1936 au lieu-dit Bois Fleury, il servait à l'origine à transporter les blessés les plus graves vers les hôpitaux du continent. Il est désormais lié à l'aéroclub « Les ailes oléronaises ».
L'île d'Oléron n'ayant plus de réseau ferroviaire depuis 1935, les gares SNCF les plus proches sont celles de Rochefort, Saintes et Royan.

### Communes limitrophes
La ville est entourée à l'est et au sud-est par la commune de Dolus-d'Oléron et au nord par la commune de Saint-Georges-d'Oléron.
|                  | Saint-Georges-d'Oléron |                  |
| Océan Atlantique | Saint-Pierre-d'Oléron  | Océan Atlantique |
| Océan Atlantique |                        | Dolus-d'Oléron   |

### Climat
Le climat est de type océanique aquitain : la pluviométrie est relativement élevée en automne et en hiver et les hivers sont doux. L'été reste tempéré grâce à la brise marine. Deux vents venant de l'océan, le noroît et le suroît, soufflent sur les côtes du département. L'ensoleillement de la côte charentaise est très important : avec 2 250 heures par an, il est comparable à celui que connaît une partie de la côte méditerranéenne.

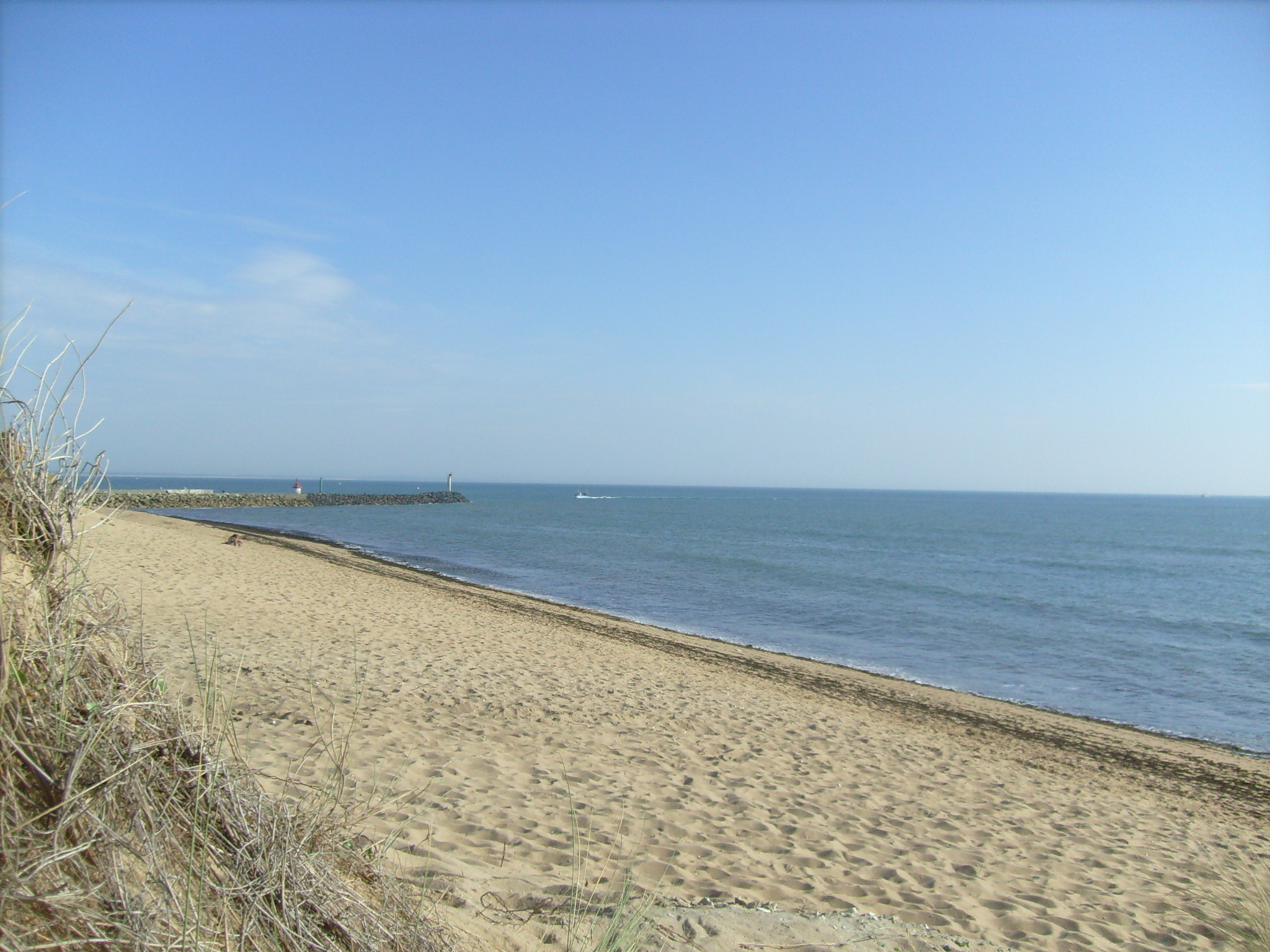
La plage de La Cotinière, exposée plein ouest.

Les relevés de la station météorologique de La Rochelle entre 1946 et 2000 permettent de déterminer quelques dates majeures au point de vue climatique en Charente-Maritime : ainsi, au cours de cette période, la température la plus froide est relevée le 15 février 1956 : -13,6 °C. 
Un pic de température (dépassé seulement au cours de la canicule de 2003) est atteint le 8 juillet 1982 avec près de 39 °C à l'ombre. 
Si 1953 est considérée comme l'année la plus sèche, 2000 est au contraire la plus pluvieuse.
La Charente-Maritime est le département français le plus durement touché par la tempête Martin du 27 décembre 1999. Les records nationaux de vents enregistrés sont atteints avec 198 km/h au nord de l'île d'Oléron (station de la pointe de Chassiron).
D'importants dégâts matériels sont relevés dans la commune (chute d'arbres, toitures arrachées, cabanes ostréicoles détruites, réseaux électriques et téléphoniques endommagés, infrastructures routières coupées).
Un an après le passage de la tempête Klaus (janvier 2009), la commune est sévèrement touchée par la tempête Xynthia (février 2010). Des rafales de vent atteignant les 140 km/h sont relevées sur l'île.
Des inondations importantes ont été relevées sur la côte orientale, notamment dans les parcs ostréicoles de Fort-Royer, mais aucune victime n'a été à déplorer dans la commune. De même, le parement de plusieurs routes a été endommagé, de même que des quais et des digues, où des brèches sont apparues. Enfin, la zone technique du port de La Cotinière a également souffert des intempéries. À Boyardville et La Perrotine, 85 personnes ont été secourues par les sapeurs-pompiers, qui, aidés par des renforts de l'armée, se sont mobilisés plusieurs jours durant. À l'issue de ces intempéries, l'état a dressé des « zones noires », rapidement contestées par une partie de la population, regroupée en association.

#### Données générales
| Ville                 | Ensoleillement · (h/an) | Pluie · (mm/an) | Neige · (j/an) | Orage · (j/an) | Brouillard · (j/an) |
| --------------------- | ----------------------- | --------------- | -------------- | -------------- | ------------------- |
| Médiane nationale     | 1 852                   | 835             | 16             | 25             | 50                  |
| Saint-Pierre-d'Oléron | 2250                    | 755             | 4              | 13             | 26                  |
| Paris                 | 1 717                   | 634             | 13             | 20             | 26                  |
| Nice                  | 2 760                   | 791             | 1              | 28             | 2                   |
| Strasbourg            | 1 747                   | 636             | 26             | 28             | 69                  |
| Brest                 | 1 555                   | 1 230           | 6              | 12             | 78                  |
| Bordeaux              | 2 070                   | 987             | 3              | 32             | 78                  |

| Mois                              | jan. | fév. | mars | avril | mai  | juin | jui. | août | sep. | oct. | nov. | déc. | année |
| --------------------------------- | ---- | ---- | ---- | ----- | ---- | ---- | ---- | ---- | ---- | ---- | ---- | ---- | ----- |
| Température minimale moyenne (°C) | 3,4  | 2,8  | 5,4  | 7,4   | 10,7 | 13,7 | 15,8 | 15,7 | 13,7 | 10,5 | 6,3  | 3,9  | 9,2   |
| Température moyenne (°C)          | 5,9  | 6,9  | 8,7  | 11,1  | 14,3 | 17,5 | 19,8 | 19,6 | 17,8 | 14,2 | 9,4  | 6,6  | 12,7  |
| Température maximale moyenne (°C) | 8,5  | 9,9  | 12,1 | 14,7  | 17,9 | 21,3 | 23,8 | 23,5 | 21,8 | 18   | 12,6 | 9,2  | 16,1  |
| Ensoleillement (h)                | 84   | 111  | 174  | 212   | 239  | 272  | 305  | 277  | 218  | 167  | 107  | 85   | 2 250 |
| Précipitations (mm)               | 82,5 | 66,1 | 57   | 52,7  | 61,1 | 42,9 | 35,1 | 46,4 | 56,5 | 81,6 | 91,8 | 81,8 | 755,3 |

### Environnement
Près de la moitié du territoire communal est intégré à une zone protégée en raison de la richesse de son écosystème (prairies semi-naturelles, vasières tidales, marais arrières-littoraux, vasières, landes calcifuges). De vastes étendues humides s'étendent au nord-est et au sud-est du centre-ville, et doivent à leur richesse biologique d'être classées comme réserve naturelle nationale (réserve naturelle nationale de Moëze-Oléron). Les marais de Saint-Pierre sont ainsi fréquentés par de nombreuses espèces d'oiseaux migrateurs (busard cendré, cigogne blanche, faucon hobereau, tadorne de belon, avocette élégante). Les marais du sud de la commune sont compris dans une réserve ornithologique et un centre de sauvegarde de la faune sauvage (Marais des Oiseaux). D'un point de vue strictement floristique, ces espaces sont le royaume de la cirse des champs, de l'ail rose, du plantain d'eau, de la berle dressée ou de la cardamine des prés, ainsi que de quelques espèces d'orchidées sauvages.

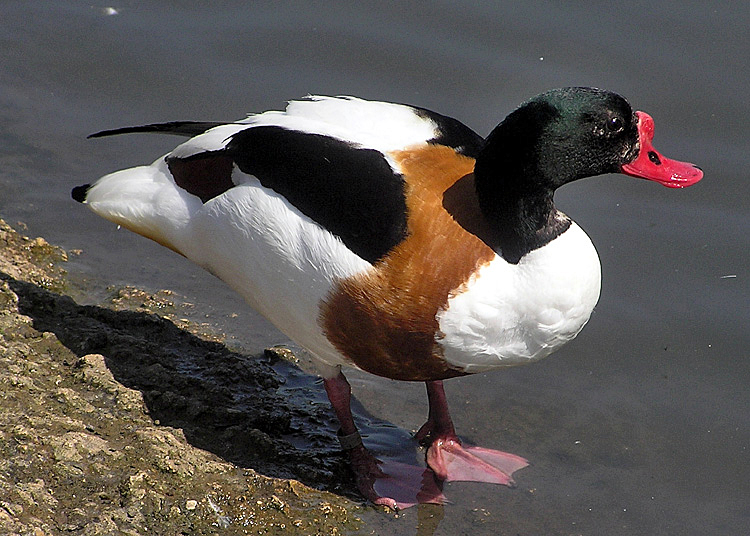
Le tadorne de Belon est une des nombreuses espèces d'oiseau fréquentant les marais de Saint-Pierre-d'Oléron.

La directive oiseau (protection des oiseaux et de leur biotope) couvre une zone de reproduction et d'hivernage correspondant à 25 % de la commune. Près de 26 espèces de l'annexe I de la directive oiseaux y ont été recensées, auxquelles s'ajoutent 31 espèces menacées au niveau national. La directive habitats-faune-flore, qui protège des habitats naturels de grand intérêt, s'applique à 26 % de la commune.
La préservation de la biodiversité a conduit à intégrer 26 % de la surface communale dans une zone naturelle d'intérêt écologique, faunistique et floristique de classe I (petits espaces homogènes) — soit respectivement les marais de la Perroche, le bois d'Anga, le marais des salines et les vasières de la côte orientale — et 28 % dans une zone de classe II (grands espaces naturels riches). Les marais du sud et de l'est de l'île d'Oléron bénéficient par ailleurs d'une protection spéciale dans le cadre du réseau de protection des espaces naturels de grande valeur patrimoniale Natura 2000 (classement en « zone de protection spéciale » et « site d'importance communautaire »).
La commune a jusqu'à présent (2010) fait l'objet de onze arrêtés de reconnaissance de catastrophe naturelle, dont quatre pour des mouvements de terrain, trois pour des ruissellements et des coulées de boue, trois pour des crues et un pour une submersion marine. La commune abrite deux établissements (non Seveso) susceptibles de présenter des risques technologiques potentiels.

## Urbanisme

### Typologie
Au 1er janvier 2024, Saint-Pierre-d'Oléron est catégorisée bourg rural, selon la nouvelle grille communale de densité à 7 niveaux définie par l'Insee en 2022.
Elle appartient à l'unité urbaine de Saint-Pierre-d'Oléron, une unité urbaine monocommunale constituant une ville isolée,. La commune est en outre hors attraction des villes,.
La commune, bordée par l'océan Atlantique, est également une commune littorale au sens de la loi du 3 janvier 1986, dite loi littoral. Des dispositions spécifiques d’urbanisme s’y appliquent dès lors afin de préserver les espaces naturels, les sites, les paysages et l’équilibre écologique du littoral, tel le principe d'inconstructibilité, en dehors des espaces urbanisés, sur la bande littorale des 100 mètres, ou plus si le plan local d’urbanisme le prévoit.

### Occupation des sols
L'occupation des sols de la commune, telle qu'elle ressort de la base de données européenne d’occupation biophysique des sols Corine Land Cover (CLC), est marquée par l'importance des territoires agricoles (49,4 % en 2018), en diminution par rapport à 1990 (55,6 %). La répartition détaillée en 2018 est la suivante : 
zones agricoles hétérogènes (30 %), zones humides côtières (19,1 %), zones urbanisées (16,3 %), cultures permanentes (15,2 %), forêts (9 %), espaces verts artificialisés, non agricoles (4,2 %), prairies (4,2 %), espaces ouverts, sans ou avec peu de végétation (1,4 %), milieux à végétation arbustive et/ou herbacée (0,6 %). L'évolution de l’occupation des sols de la commune et de ses infrastructures peut être observée sur les différentes représentations cartographiques du territoire : la carte de Cassini (XVIIIe siècle), la carte d'état-major (1820-1866) et les cartes ou photos aériennes de l'IGN pour la période actuelle (1950 à aujourd'hui).

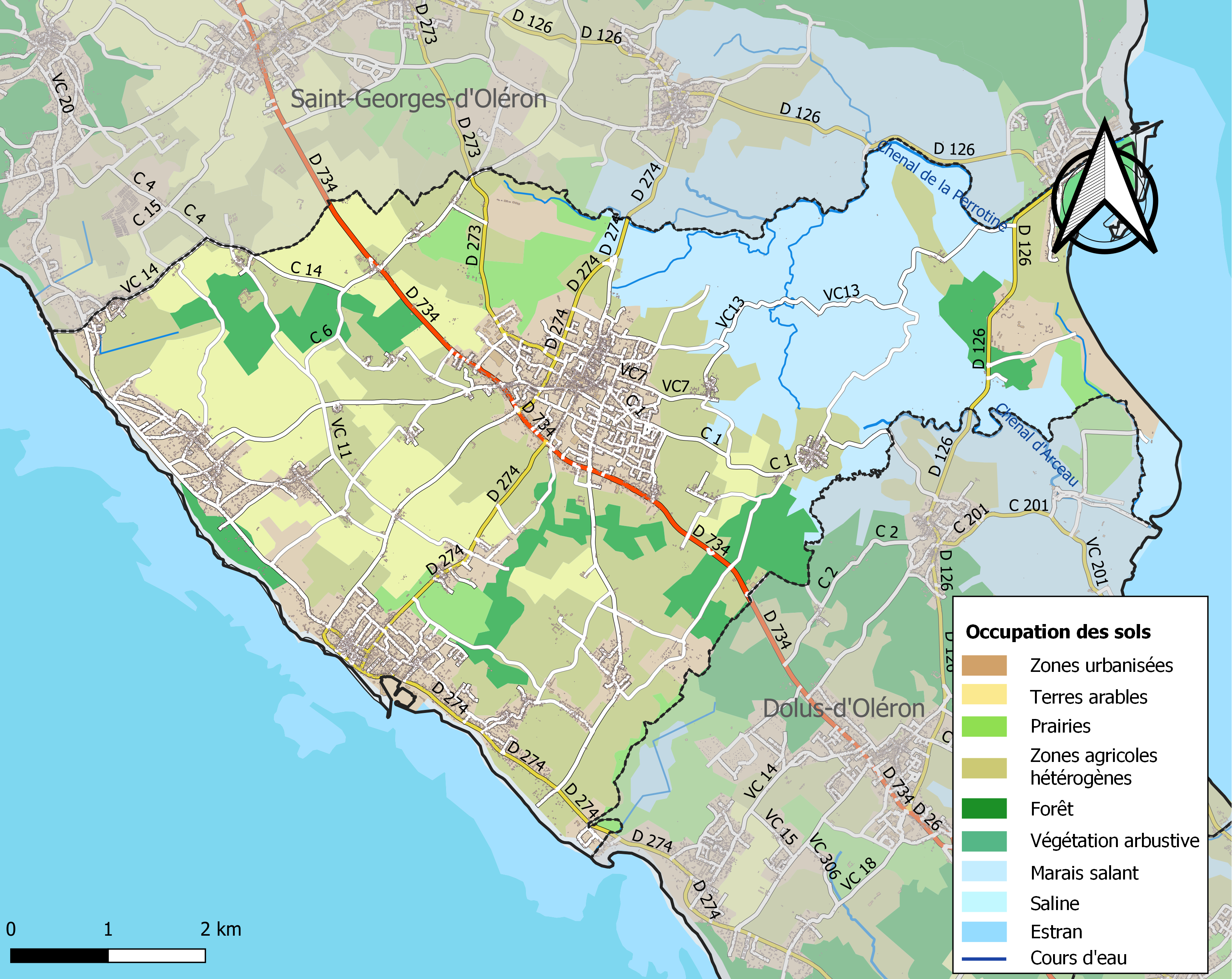
Carte des infrastructures et de l'occupation des sols de la commune en 2018 (CLC).

### Risques majeurs
Le territoire de la commune de Saint-Pierre-d'Oléron est vulnérable à différents aléas naturels : météorologiques (tempête, orage, neige, grand froid, canicule ou sécheresse), inondations, feux de forêts, mouvements de terrains et séisme (sismicité modérée). Il est également exposé à un risque technologique, le transport de matières dangereuses. Un site publié par le BRGM permet d'évaluer simplement et rapidement les risques d'un bien localisé soit par son adresse soit par le numéro de sa parcelle.

#### Risques naturels
La commune fait partie du territoire à risques importants d'inondation (TRI) du littoral charentais-maritime, regroupant 40 communes concernées par un risque de submersion marine de la zone côtière, un des 21 TRI qui ont été arrêtés fin 2012 sur le bassin Adour-Garonne et confirmé en 2018 lors du second cycle de la Directive inondation, mais annulé en 2020. Les submersions marines les plus marquantes des XXe et XXIe siècles antérieures à 2019 sont celles liées à la tempête du 9 février 1924, à la tempête du 15 février 1957, aux tempêtes Lothar et Martin des 26 et 27 décembre 1999 et à la tempête Xynthia des 27 et 28 février 2010. D’une violence exceptionnelle, la tempête Xynthia a fortement endommagé le littoral de la Charente Maritime : douze personnes ont perdu la vie (essentiellement par noyade), des centaines de familles ont dû être relogées, et, sur un linéaire de l’ordre de 400 km de côte et de 225 km de défenses contre la mer, environ la moitié de ces ouvrages a subi des dommages plus ou moins importants. C’est environ 5 000 à 6 000 bâtiments qui ont été submergés et 40 000 ha de terres agricoles. La commune a été reconnue en état de catastrophe naturelle au titre des dommages causés par les inondations et coulées de boue survenues en 1982, 1993, 1999, 2010 et 2020,.
Saint-Pierre-d'Oléron est exposée au risque de feu de forêt du fait de la présence sur son territoire du massif de l'Ile d’Oléron, un massif classé à risque dans le plan départemental de protection des forêts contre les incendies (PDPFCI), élaboré pour la période 2017-2026 et qui fait suite à un plan 2007-2016. Les mesures individuelles de prévention contre les incendies sont précisées par divers arrêtés préfectoraux et s’appliquent dans les zones exposées aux incendies de forêt et à moins de 200 mètres de celles-ci. L’article L.131-1 du code forestier et l’arrêté du 2 décembre 2020 règlementent l'emploi du feu en interdisant notamment d’apporter du feu, de fumer et de jeter des mégots de cigarette dans les espaces sensibles et sur les voies qui les traversent sous peine de sanctions. Un autre arrêté du 2 décembre 2020 rend le débroussaillement obligatoire, incombant au propriétaire ou ayant droit,,,.

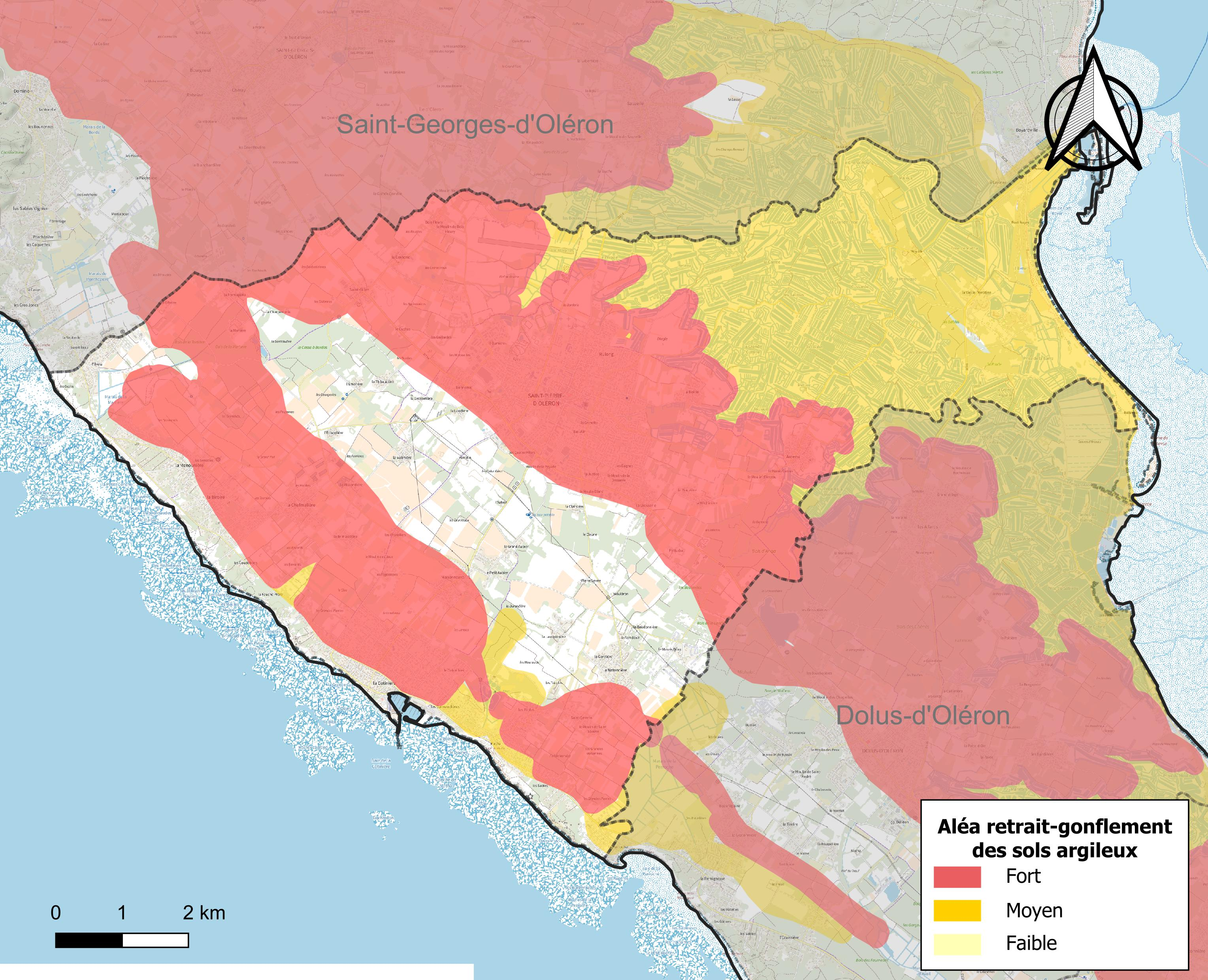
Carte des zones d'aléa retrait-gonflement des sols argileux de Saint-Pierre-d'Oléron.

Les mouvements de terrains susceptibles de se produire sur la commune sont des affaissements et effondrements liés aux cavités souterraines (hors mines) et des tassements différentiels. Par ailleurs, afin de mieux appréhender le risque d’affaissement de terrain, l'inventaire national des cavités souterraines permet de localiser celles situées sur la commune.
Le retrait-gonflement des sols argileux est susceptible d'engendrer des dommages importants aux bâtiments en cas d’alternance de périodes de sécheresse et de pluie. 74,8 % de la superficie communale est en aléa moyen ou fort (54,2 % au niveau départemental et 48,5 % au niveau national). Sur les 7 044 bâtiments dénombrés sur la commune en 2019, 5 632 sont en aléa moyen ou fort, soit 80 %, à comparer aux 57 % au niveau départemental et 54 % au niveau national. Une cartographie de l'exposition du territoire national au retrait gonflement des sols argileux est disponible sur le site du BRGM,.
Par ailleurs, afin de mieux appréhender le risque d’affaissement de terrain, l'inventaire national des cavités souterraines permet de localiser celles situées sur la commune.
Concernant les mouvements de terrains, la commune a été reconnue en état de catastrophe naturelle au titre des dommages causés par la sécheresse en 1989, 1991, 1997, 2003, 2005, 2011 et 2018 et par des mouvements de terrain en 1999 et 2010.

#### Risques technologiques
Le risque de transport de matières dangereuses sur la commune est lié à sa traversée par une ou des infrastructures routières ou ferroviaires importantes ou la présence d'une canalisation de transport d'hydrocarbures. Un accident se produisant sur de telles infrastructures est susceptible d’avoir des effets graves sur les biens, les personnes ou l'environnement, selon la nature du matériau transporté. Des dispositions d’urbanisme peuvent être préconisées en conséquence.

## Toponymie
Le nom de la commune a pour origine la référence à saint Pierre, à qui la paroisse avait été dédiée.

## Histoire

### Les origines
Le territoire communal semble avoir été peuplé dès la période paléolithique, en un temps où Oléron n'était pas encore une île. Du matériel lithique (grattoirs, silex taillés) datant de la période acheuléenne a été récolté en divers points de la commune. De facture plus récente, la « cuillère de Gargantua » qui s'élève au lieu-dit Saint-Gilles est un monolithe datant du néolithique moyen. Après avoir été « emprunté » par des habitants de Saint-Georges-d'Oléron en 1961, puis récupéré de façon tout aussi rocambolesque et placée devant l'église Saint-Pierre, le monument a désormais réintégré son emplacement d'origine. Il existait autrefois deux autres menhirs dans la commune : la « galoche à Gargantua », à Pinturbat, et la « pierre-levée » qui a donné son nom au lieu-dit actuel. Ces deux témoignages du passé de Saint-Pierre ont aujourd'hui  presque totalement disparu. Autre pièce remarquable par ses dimensions impressionnantes, aujourd'hui exposée au musée communal, un polissoir en silex daté d'environ trois mille ans de près d'un mètre soixante de haut pour presque deux tonnes.
L'époque gallo-romaine a également laissé quelques traces dans la commune, dont des pièces de monnaie romaines à l'effigie de Tibère, des restes de tuiles, des vestiges de céramiques et les restes d'une nécropole et d'un bustum (site de crémation).
Le manque de documents ne permet pas de savoir grand-chose de la période allant du Ve au XIe siècle. Le petit bourg qu'est alors Saint-Pierre suit naturellement les destinées de l'histoire saintongeaise, et obtient des divers seigneurs qui se succèdent divers privilèges, dont celui de pouvoir vendre librement les denrées que produisent ses habitants, poissons, vin et sel essentiellement. En 1068, une charte fait état de la donation de l'église du lieu au prieuré de Sainte-Gemme.

### Aliénor et les libertés communales

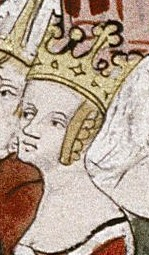
Aliénor d'Aquitaine octroie à l'île d'Oléron ses premières libertés communales.

En 1137, Aliénor d'Aquitaine hérite du duché d'Aquitaine, duquel dépend le comté de Saintonge. Lors de son mariage avec le roi de France Louis VII, elle apporte en dot ses nombreuses possessions du sud-ouest. Cependant les mésententes entre les deux époux ne tardent pas à se faire jour, conduisant à l'annulation du mariage pour cause de consanguinité en mars 1152.
Le remariage presque immédiat de la duchesse Aliénor avec le comte d'Anjou Henri Plantagenêt, futur roi d'Angleterre, fait basculer l'Aquitaine dans la mouvance anglaise dès 1154. Comme le reste de l'Aquitaine, l'île d'Oléron en tire une certaine liberté, qui se matérialise par l'octroi d'une charte communale en 1199. La commune d'Oléron (qui englobe toute l'île) se dote d'un « mayor » élu, assisté d'un collège d'échevins.
La paroisse de Saint-Pierre s'organise sous la houlette des seigneurs de Bonnemie, dont on trouve mention dès la seconde moitié du XIIIe siècle (les dates sont incertaines). Elle est sans doute alors une modeste bourgade tirant profit de la pêche et du commerce avec les ports anglais. La guerre de Cent Ans bouleverse cet ordre établi et l'île est disputée entre les partis français et anglais jusqu'en 1372, où elle passe définitivement sous contrôle français. En 1380, elle entre dans le domaine des puissants seigneurs de Pons.

### Des siècles difficiles
La seigneurie de Bonnemie, jusqu'alors détenue par la famille de Fors, passe aux de Céris en 1376. Le mariage de l'héritière de la famille, Marie de Céris, avec Pierre Jourdain en 1508 fait passer le domaine en de nouvelles mains. Il en est de même en 1545 lorsque Pierrette Jourdain épouse Jean Le Berton en 1545, faisant des Le Berton les seigneurs de Bonnemie pour trois cent cinquante ans.
La paroisse traverse sans grand dommage la crise de la gabelle de 1548 (jacquerie des Pitauds) qui embrase une grande partie de la Saintonge, et notamment les régions productrices de sel. Sur le plan religieux, la venue de ministres protestants dans la région permet à la foi nouvelle de se développer, en dépit des persécutions qui ne tardent pas à se faire jour. La tolérance des seigneurs de Bonnemie (pourtant restés fidèles au catholicisme) fait que les fidèles réformés obtiennent l'autorisation de célébrer leur culte dans une dépendance du château ! Pour autant, les guerres de religion sont marquées par de violentes poussées de fièvre des uns et des autres, marquées notamment par le massacre de nombreux catholiques dans l'enceinte même de l'église en 1562. La promulgation de l'édit de Nantes par Henri IV en 1598 consacre un certain retour au calme entre les deux communautés. La tolérance étant dès lors officiellement à l'ordre du jour, les Protestants peuvent bâtir leur premier véritable temple en 1606, et obtiennent une partie du cimetière paroissial pour enterrer leurs morts.
Pour autant, l'assassinat du souverain en 1610 marque le début d'une politique de Contre-Réforme de plus en plus virulente. En 1628, les persécutions reprennent et les fidèles réformés choisissent de mettre eux-mêmes le feu au temple afin d'éviter que les Catholiques n'en prennent possession. Dans le même temps, l'église est agrandie et se voit dotée d'une façade monumentale dans le style de la contre-réforme, symbole de la prédominance de l'église catholique. L'exercice du culte protestant reste néanmoins possible, en dépit des entraves du pouvoir, et dans une semi-clandestinité. La révocation de l'édit de Nantes (édit de Fontainebleau) par Louis XIV en 1685 condamne les « soi-disant Réformés » à l'exil ou au désert (c'est-à-dire à la clandestinité — dans des granges, des clairières, des bois ou même en pleine mer). Pour convaincre les récalcitrants, le pouvoir envoie des soldats, les Dragons du Roi. Ceux-ci pratiquent la terreur et obtiennent par la force la conversion de 350 personnes... en une seule journée ! Il faut attendre l'édit de tolérance de 1787, signé par Louis XVI, pour que les protestants puissent jouir d'une certaine liberté de culte.

### Création de la commune
La Révolution se traduit par l'élection d'un maire, de onze officiers municipaux, d'un procureur, d'un substitut et d'un corps de vingt-quatre conseillers. Élu le 5 février 1790, le curé Rivière devient le premier maire de la commune de Saint-Pierre. Les célébrations patriotiques se succèdent pendant plusieurs mois, mais cette situation ne dure qu'un temps et bientôt la Révolution prend un tour nouveau, plus radical et plus violent. Avec la proclamation de la constitution civile du clergé, les prêtres refusant de prêter serment sont persécutés et n'ont souvent d'autre choix que l'exil ou la prison. Le curé Rivière connaît les deux : s'exilant en Espagne, il est emprisonné au bagne de Ré à son retour. En 1793, Saint-Pierre est rebaptisé « La Fraternité ».
Sous l'Empire, les habitants participent au relèvement des fortifications de l'île, important chantier appelé à se poursuivre plusieurs années durant.

### Les grandes transformations
Le XIXe siècle est l'occasion de quelques transformations importantes, parmi lesquelles la création d'une grande voie de communication reliant Le château à Chassiron en 1837 (actuelle D 734). Un temple moderne est édifié, de même qu'un hôpital, une nouvelle école communale et un kiosque à musique. Sur la côte ouest, le port de La Cotinière prend son essor, facilitant l'exportation des productions saint-pierroises (vin, eau-de-vie, vinaigre, sel) vers le continent mais aussi les îles britanniques et le nord de l'Europe. L'apparition du phylloxéra entre 1875 et 1880 décime le vignoble et force nombre d'habitants à se reconvertir, du moins pendant un temps, d'autant que les salines connaissent également des heures sombres, étant concurrencées par le sel de mine, moins cher à produire. Le vignoble est patiemment reconstitué — même s'il n'atteindra jamais plus sa superficie d'origine — mais nombre de paysans se tournent vers l'élevage, et une coopérative laitière voit le jour.

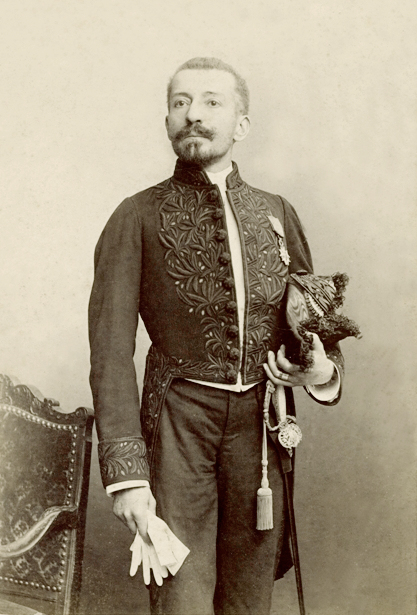
L'écrivain Pierre Loti a droit à des obsèques nationales à Saint-Pierre-d'Oléron en 1923.

L'arrivée du chemin de fer en 1904 permet une desserte optimale des différentes communes de l'île. Saint-Pierre est dotée de deux gares : Saint-Pierre-La Cotinière et Saint-Pierre-Ville. D'autres innovations voient le jour à la même époque : le téléphone est mis en place en 1902, un cinéma est créé en 1908, l'électricité fait son apparition en 1911, et l'éclairage public électrique un an plus tard. En 1923, selon ses dernières volontés, le corps de l'écrivain Pierre Loti, décédé à Hendaye, est conduit à Saint-Pierre où il a droit à des obsèques nationales. Il est inhumé dans une de ses propriétés, la « maison des Aïeules ».
L'île d'Oléron est occupée par les troupes allemandes (44e division de la Wehrmacht) le 29 juin 1940. Le quartier-général de la garnison d'Oléron est installé avenue de Bel-Air, à Saint-Pierre. Des noyaux de résistance s'organisent progressivement, tandis que les Allemands fortifient l'île (blockhaus, « pieux à Rommel », champs de mines), délimitant une série de points d'appuis (stützpunkt). L'opération Jupiter, visant à libérer la poche d'Oléron, débute le 30 avril 1945. Le 1er mai, Saint-Pierre a recouvré la liberté.
La seconde moitié du XXe siècle se caractérise par un développement considérable du tourisme, activité qui s'accroît encore avec la construction du pont de l'île d'Oléron en 1966. Des lotissements et des zones commerciales sont construites, principalement dans le bourg de Saint-Pierre et dans le village des pêcheurs de la Cotinière où ce dernier se transforme considérablement.
Le 7 septembre 1972, un tremblement de terre se produit sur l'île : d'une magnitude de 5,7 sur l'échelle de Richter, il cause quelques dégâts et frayeurs dans la région et est ressenti jusqu'en région parisienne. Le dernier séisme ressenti en date, sur la même faille, d'une magnitude de 4.7, a lieu le 18 avril 2005.
De nombreuses infrastructures sont mises en place dans le dernier quart du XXe siècle : le marché couvert est bâti en 1979, le centre médico-social l'année suivante. En 1986, la commune se dote d'un golf. La criée est modernisée en 1987. Une médiathèque est construite en 2008, et le cinéma est agrandi l'année suivante.
Enfin, si l'urbanisation s'est poursuivie à un rythme soutenu dans toute la commune pendant le dernier quart du XXe siècle, aujourd'hui[Quand ?], elle est davantage maîtrisée et la tendance actuelle est de privilégier les nouvelles constructions dans le centre-bourg et dans quelques écarts de la commune déjà urbanisés.

## Politique et administration

### Administration municipale
De 1789 à 1799, en vertu de la loi du 14 décembre 1789, les agents municipaux (maires) sont élus au suffrage direct pour 2 ans et rééligibles, par les citoyens actifs de la commune âgés d'au moins 25 ans, contribuables payant une contribution au moins égale à 3 journées de travail dans la commune. Sont éligibles ceux qui paient un impôt équivalent au moins à dix journées de travail.
De 1799 à 1848, La constitution du 22 frimaire an VIII (13 décembre 1799) revient sur l’élection du maire, les maires sont nommés par le préfet pour les communes de moins de 5 000 habitants. La Restauration instaure la nomination des maires et des conseillers municipaux. Après les lois organiques 1831, les maires sont nommés (par le roi pour les communes de plus de 3 000 habitants, par le préfet pour les plus petites), mais les conseillers municipaux sont élus au suffrage censitaire pour six ans.
Du 3 juillet 1848 à 1851, les maires sont élus par le conseil municipal pour les communes de moins de 6 000 habitants.
De 1851 à 1871, les maires sont nommés par le préfet, pour les communes de moins de 3 000 habitants et pour 5 ans à partir de 1855. Après 1871, les maires sont de nouveau élus, sauf dans les chefs-lieux (de départements, d'arrondissements ou de cantons).
Ce n'est que le 28 mars 1882, qu'une loi sur l’organisation municipale (encore en vigueur) est votée, et qui régit le principe de l'élection du maire et des adjoints par le conseil municipal, quelle que soit l'importance de la commune (sauf pour Paris). La loi du 5 avril 1884 fixe le mandat à quatre ans, durée portée le 10 avril 1929 à six ans.
De par sa taille, la commune dispose d'un conseil municipal de 29 membres (article L2121-2 du Code général des collectivités territoriales). Lors du scrutin de 2008, Patrick Moquay (Liste Réussir Ensemble Oléron) arrive en tête avec 39,12 % des voix (1453 voix), devant Jean-Louis Vigner (Liste d'union de la gauche), qui récolte 26,55 % des voix (986 voix), Christophe Sueur (Liste divers-droite), qui totalise 21,19 % des voix (787 voix) et Maurice Pitaud (Liste de la majorité), qui atteint 13,14 % des voix (488 voix). En conséquence de quoi le conseil municipal désigne Patrick Moquay comme maire de la commune.
Lors du scrutin de 2014, la liste de Christophe Sueur (Liste Bien Vivre en Oléron) arrive en tête dès le premier tour avec 55,90 % des voix (2020 voix), devant la liste du maire sortant, Patrick Moquay (Ensemble Pour Saint Pierre d'Oléron), qui récolte 44,09 % des voix (1593 voix). Le conseil municipal désigne Christophe Sueur comme maire de la commune.

### Liste des maires
| Période                                  | Période  | Identité          | Étiquette | Qualité                                       |
| ---------------------------------------- | -------- | ----------------- | --------- | --------------------------------------------- |
| Les données manquantes sont à compléter. |          |                   |           |                                               |
|                                          |          |                   |           |                                               |
| 1947                                     | 1961     | Camille Memain    |           |                                               |
| 1961                                     | 1971     | Raymond Grandsart |           | Expert-comptable                              |
| 1971                                     | 1977     | Henri Chailloleau |           |                                               |
| 1977                                     | 1995     | Patrick Moquay    | PS        |                                               |
| 1995                                     | 2008     | Jean-Paul Peyry   | UMP       | Conseiller général                            |
| 2008                                     | 2014     | Patrick Moquay    | DVG       | Président ComCom                              |
| 2014 (réélu en mai 2020)                 | En cours | Christophe Sueur  | DVD       | Artisan, conseiller départemental depuis 2021 |

### Région
À la suite de la réforme administrative de 2014 ramenant le nombre de régions de France métropolitaine de 22 à 13, la commune appartient depuis le 1er janvier 2016 à la région Nouvelle-Aquitaine, dont la capitale est Bordeaux. De 1972 au 31 décembre 2015, elle a appartenu à la région Poitou-Charentes, dont le chef-lieu était Poitiers.

### Canton
La commune de Saint-Pierre-d'Oléron est le chef-lieu (ou bureau centralisateur) du canton de l'Île d'Oléron, dont c'est également la plus grande ville.
Désignée chef-lieu de canton lors de la Constituante de 1790, elle est à la tête du canton de Saint-Pierre-d'Oléron jusqu'en mars 2015. Son canton rassemblait alors les quatre communes du nord de l'île d'Oléron (il n'en comptait que trois jusqu'en 1951, date de création de La Brée-les-Bains, détachée de Saint-Georges-d'Oléron et plus récente commune du département de la Charente-Maritime à ce jour).

### Intercommunalité
En raison de sa situation géographique au cœur de l'Île d'Oléron, Saint-Pierre-d'Oléron a été désignée pour être le siège administratif de la communauté de communes de l'Île-d'Oléron qui rassemble les huit communes de l'île. Elle constitue par sa population la troisième communauté de communes du département de la Charente-Maritime se situant après la communauté de communes de la Haute-Saintonge et la communauté de communes du Pays Santon.
La ville de Saint-Pierre-d'Oléron est de plus le siège administratif du Pays Marennes-Oléron, qui est une structure de regroupement de collectivités locales au nombre de 15 communes, créée en décembre 1997.

### Tendances politiques
L'analyse des résultats de l'élection présidentielle de 2007 montre une poussée de l'électorat de droite, tant au premier qu'au second tour du scrutin. Le candidat de l'UMP Nicolas Sarkozy obtient ainsi 33,67 % au premier tour, devançant la candidate du PS Ségolène Royal (23,10 %) et le candidat du MoDem François Bayrou (14,66 %). Au second tour, Nicolas Sarkozy consolide sa position, obtenant 59,16 % des suffrages et une avance de plus de 18 points sur son adversaire Ségolène Royal, qui totalise quant à elle 40,84 % des suffrages exprimés. Le taux d'abstention du premier tour (16,71 %) et du second tour (16,46 %) est peu ou prou conforme aux moyenne enregistrées dans le reste de l'hexagone (16,23 % et 16,03 %).
Cette prédominance de la droite se confirme également au cours des élections législatives qui suivent, Didier Quentin conservant son siège de député de la cinquième circonscription de la Charente-Maritime, obtenant 54,30 % des voix dans la commune. Les élections régionales de 2010 sont plus nuancées, montrant une quasi-égalité des forces en présence, avec toutefois un avantage de 92 voix (1,6 %) pour la liste PS conduite par Ségolène Royal. Cette dernière remporte le scrutin dans la commune avec 50,80 % des voix contre 49,20 % à son adversaire UMP Dominique Bussereau. Le taux d'abstention atteint cependant un niveau considérable, soit 54,59 % des inscrits.
Ce score s'inscrit dans le prolongement des élections régionales de 2004, la liste conduite par Ségolène Royal ayant à l'époque obtenu 45,06 %, devant la liste UMP conduite par Élizabeth Morin, qui récoltait pour sa part 41,95 % des voix. La liste FN de Jean-Romée Charbonneau se retrouvait en position d'arbitre, ayant obtenu 12,99 % des scrutins.
Résultats du second tour de l'élection présidentielle de 2007 :
- élection présidentielle de 2007 : 59,16 % pour Nicolas Sarkozy (UMP), 40,84 % pour Ségolène Royal (PS). Participation : 83,54 %[62].

Résultats des élections législatives de 2007 et 2002 :
- élections législatives de 2007 : 54,30 % pour Didier Quentin (UMP), 15,22 % pour Vincent Barraud (Parti radical de gauche). Participation : 58,19 %[64].
- élections législatives de 2002 : 65,09 % pour Didier Quentin (UMP), 34,91 % pour Régine Joly (PS). Participation : 60,88 %[67]

Résultats des élections régionales de 2010 et 2004 :
- élections régionales de 2010 : 50,80 % pour Ségolène Royal (PS), 49,20 % pour Dominique Bussereau (UMP). Participation : 50,85 %[65].
- élections régionales de 2004 : 45,06 % pour Ségolène Royal (PS), 41,95 % pour Élizabeth Morin (UMP), 12,99 % pour Jean-Romée Charbonneau (FN). Participation : 65,40 %[66].

### Jumelage et coopération
La ville de Saint-Pierre-d'Oléron est jumelée avec quatre villes :
- Cariñena (Espagne), depuis 1984 ;
- Spangenberg (Allemagne), depuis 1996 ;
- Pleszew (Pologne), depuis 1996 ;
- Lane End (Royaume-Uni), depuis 1999.

## Démographie

### Évolution démographique
L'évolution du nombre d'habitants est connue à travers les recensements de la population effectués dans la commune depuis 1793. Pour les communes de moins de 10 000 habitants, une enquête de recensement portant sur toute la population est réalisée tous les cinq ans, les populations de référence des années intermédiaires étant quant à elles estimées par interpolation ou extrapolation. Pour la commune, le premier recensement exhaustif entrant dans le cadre du nouveau dispositif a été réalisé en 2005.

En 2022, la commune comptait 6 665 habitants, en évolution de −1,43 % par rapport à 2016 (Charente-Maritime : +4,04 %, France hors Mayotte : +2,11 %).
| 1793  | 1800  | 1806  | 1821  | 1831  | 1836  | 1841  | 1846  | 1851  |
| ----- | ----- | ----- | ----- | ----- | ----- | ----- | ----- | ----- |
| 3 986 | 4 233 | 4 066 | 4 419 | 4 630 | 4 822 | 4 769 | 4 861 | 4 955 |

| 1856  | 1861  | 1866  | 1872  | 1876  | 1881  | 1886  | 1891  | 1896  |
| ----- | ----- | ----- | ----- | ----- | ----- | ----- | ----- | ----- |
| 4 777 | 4 981 | 5 152 | 4 968 | 4 939 | 4 954 | 4 829 | 4 556 | 4 419 |

| 1901  | 1906  | 1911  | 1921  | 1926  | 1931  | 1936  | 1946  | 1954  |
| ----- | ----- | ----- | ----- | ----- | ----- | ----- | ----- | ----- |
| 4 350 | 4 376 | 4 322 | 4 035 | 3 960 | 3 693 | 3 553 | 3 350 | 3 695 |

| 1962  | 1968  | 1975  | 1982  | 1990  | 1999  | 2005  | 2006  | 2010  |
| ----- | ----- | ----- | ----- | ----- | ----- | ----- | ----- | ----- |
| 4 025 | 4 258 | 4 604 | 4 782 | 5 365 | 5 944 | 6 239 | 6 177 | 6 687 |

| 2015  | 2020  | 2022  | - | - | - | - | - | - |
| ----- | ----- | ----- | - | - | - | - | - | - |
| 6 751 | 6 585 | 6 665 | - | - | - | - | - | - |

### Pyramide des âges
La population de la commune est relativement âgée.
En 2018, le taux de personnes d'un âge inférieur à 30 ans s'élève à 21,2 %, soit en dessous de la moyenne départementale (29 %). À l'inverse, le taux de personnes d'âge supérieur à 60 ans est de 45,5 % la même année, alors qu'il est de 34,9 % au niveau départemental.
En 2018, la commune comptait 3 184 hommes pour 3 499 femmes, soit un taux de 52,36 % de femmes, légèrement supérieur au taux départemental (52,15 %).
Les pyramides des âges de la commune et du département s'établissent comme suit.
| Hommes | Classe d’âge | Femmes |
| ------ | ------------ | ------ |
| 1,7    | 90 ou +      | 3,4    |
| 13,1   | 75-89 ans    | 16,1   |
| 27,0   | 60-74 ans    | 29,4   |
| 19,8   | 45-59 ans    | 19,7   |
| 14,1   | 30-44 ans    | 12,9   |
| 11,7   | 15-29 ans    | 9,3    |
| 12,6   | 0-14 ans     | 9,2    |

| Hommes | Classe d’âge | Femmes |
| ------ | ------------ | ------ |
| 1,1    | 90 ou +      | 2,6    |
| 10,1   | 75-89 ans    | 12,6   |
| 22     | 60-74 ans    | 23,2   |
| 20,1   | 45-59 ans    | 19,7   |
| 16,1   | 30-44 ans    | 15,6   |
| 15,2   | 15-29 ans    | 12,7   |
| 15,4   | 0-14 ans     | 13,6   |

## Économie
Occupant une position de carrefour au centre de l'île d'Oléron, la ville de Saint-Pierre appartient au réseau des villes intermédiaires du département (agglomérations de 5 000 à 10 000 habitants). Principal pôle d'emplois de l'île, elle est un important centre d'activités commerciales, administratives et de services.

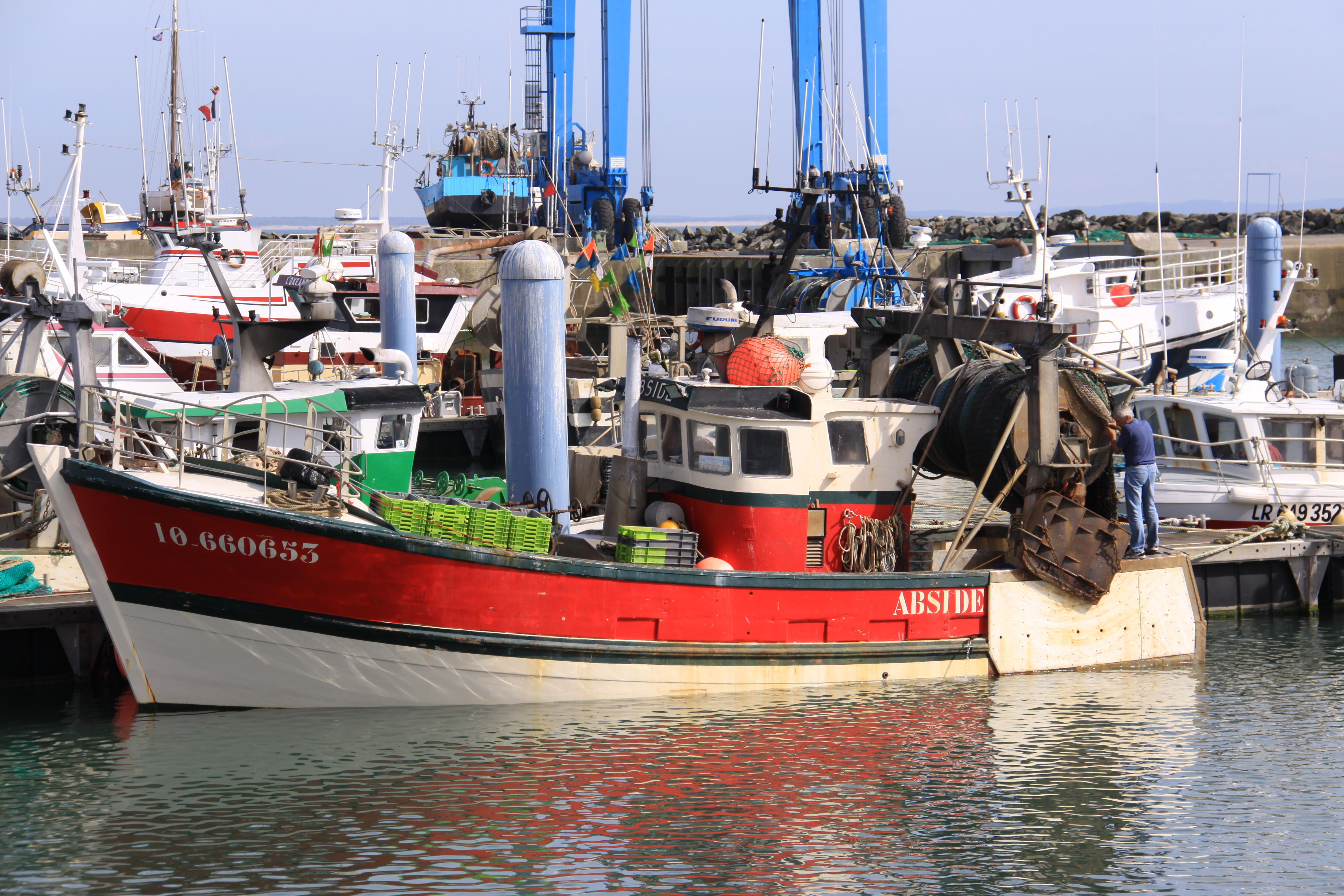
La Cotinière est le premier port de pêche du département, produisant près de 4500 tonnes de poisson par an.

L'agglomération est ainsi forte d'un hypermarché (E.Leclerc) de cent vingt-cinq salariés, une des locomotives économiques de l'agglomération, totalisant cinquante-huit millions d'euros de chiffre d'affaires, d'une enseigne de hard-discount (Lidl), d'un supermarché (Super U) de cinquante salariés, d'une grande surface de bricolage (Mr Bricolage) et d'une jardinerie (Gamm Vert) offrant chacune vingt-cinq emplois, de même que d'une entreprise de nettoiement (Groupe Nicollin) de trente-cinq salariés. De nombreuses boutiques, entreprises, prestataires de services, sont implantés tant en centre-ville que dans les deux zones artisanales (ZA L'Oumière et ZA La Loumière) et les trois zones d'activité (Za Les Colombiers, Za La Claircière et Za Les Mirouelles) que compte la commune. La création d'une nouvelle zone artisanale (ZA Le Perrotin) est en cours d'étude.
La pêche reste un secteur important, le port de La Cotinière étant le premier port de pêche du département, un des cinq principaux ports de France pour les crevettes (longtemps le premier) et pour les céteaux, la production cotinarde représentant près de 50 % de la production nationale. Plus de deux cents marins-pêcheurs y travaillent quotidiennement, rapportant près de 4 500 tonnes de poisson par an, dont environ 400 tonnes de céteaux. Les pêcheries emploient quant à elles près de trente personnes. Des entreprises spécialisées dans ces secteurs (ateliers de mareyage, ateliers de réparation navale, entreprises de transformation du poisson) sont également implantées à proximité du port.

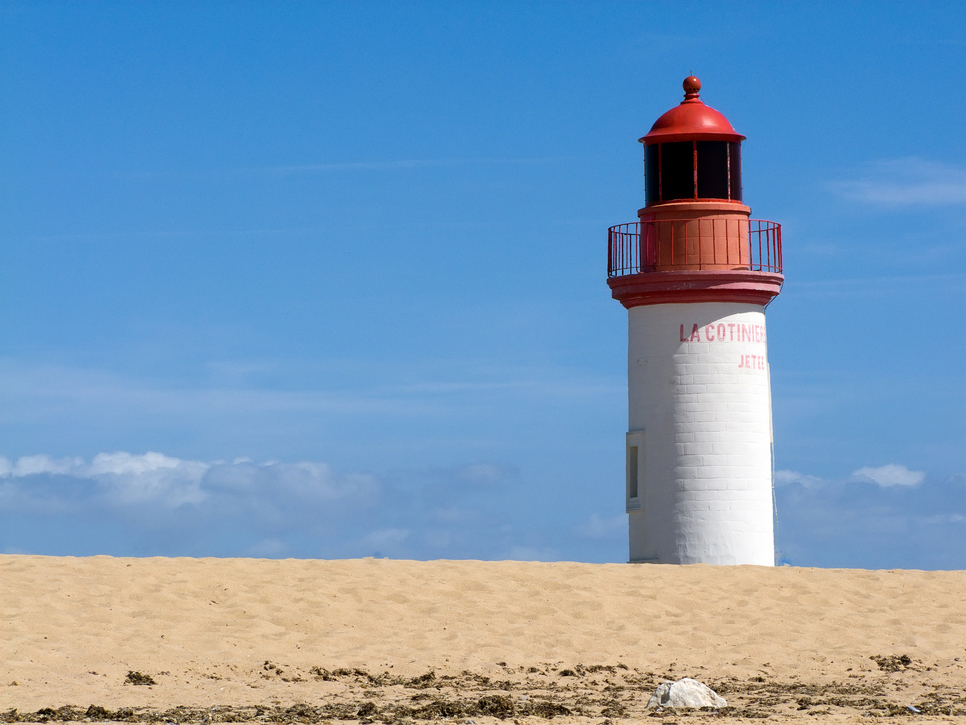
La plage et le phare de la Cotinière sur la côte ouest de la commune de Saint-Pierre-d'Oléron.

L'ostréiculture demeure confidentielle en comparaison des communes voisines, et est cantonnée au site de Fort-Royer, sur la côte orientale, qui s'étend sur près de trente hectares, ainsi qu'aux sites du chenal d'Arceau et de la Perrotine. Les huîtres qui y sont produites sont de type Marennes-Oléron, et sont affinées en claires (bassin d'affinage) comme le veut la tradition locale.
L'agriculture et la viticulture restent relativement importantes. La commune produit ainsi du maïs, de l'orge, du blé, de l'escourgeon et du tournesol, mais également des vins de pays produits sous le nom de « Vins de pays charentais de l'Île d'Oléron ». La plupart des producteurs sont regroupés au sein d'une coopérative (Viti-Oléron) qui regroupe plus de trois cents viticulteurs. En 2003, elle produisait près de 800 000 bouteilles de vin de pays, pineau des Charentes et cognac.
Le tourisme est un secteur en pleine expansion, notamment depuis la mise en service du pont en 1966. La situation de la commune en faisant un lieu de passage obligé pour les touristes empruntant la D734 (Le Château-d'Oléron - Chassiron), nombre d'entre eux arpentent chaque été les ruelles du centre-ville, ainsi que les plages et les quais de La Cotinière, où un grand nombre de boutiques spécialisées, de bars et de restaurants ont choisi de s'implanter. Les infrastructures d'hébergement comprennent des hôtels, des maisons d'hôtes, des locations, un village-vacances, trois résidences de vacances, deux aires de camping-car, un camping municipal, situé au lieu-dit La Fauche-Prère, et une dizaine de campings privés.

### Emploi
La commune abrite une population un peu moins active que la moyenne nationale (39,3 % contre 45,2 %), avec un taux d'activité des 25-59 ans également légèrement inférieur aux chiffres nationaux (80 % contre 82,2 %). Les catégories socio-professionnelles les mieux représentées sont les employés (36,5 %), suivis des ouvriers (22,3 %), des artisans, commerçants et chefs d'entreprise (14,5 %) et des professions intermédiaires (13,1 %). Les agriculteurs/viticulteurs/ostréiculteurs sont une composante importante du paysage économique local, représentant 6,7 % de la population active (la moyenne nationale étant de 2,4 %). En revanche, cadres et professions intermédiaires ne constituent que 6,8 % de cette même population.
Si le taux de chômage, déjà supérieur aux chiffres nationaux en 1999 (15,2 % contre 12,9 % dans le reste de l'hexagone) a entamé une légère baisse en 2005 — à mettre en parallèle avec celle intervenue au niveau national à la même époque — il reste supérieur aux résultats nationaux, touchant 13,6 % de la population active (contre 9,6 % sur le plan national), soit 356 personnes.
Les retraités forment une importante composante de la population (28,4 %), juste derrière les actifs (39,3 %) et devant les jeunes scolarisés et les étudiants (19,3 %).

### Immobilier
De façon globale, la population de la commune a des revenus conformes aux estimations nationales : la moyenne des revenus par an et par ménage y est de 15 531 € (moyenne nationale : 15 027 € / an et par ménage).
Le taux de personnes propriétaires de leur logement est supérieur à la moyenne nationale, soit 68,3 % (moyenne nationale : 55,3 %) ; parallèlement, 24,7 % des habitants de la commune sont locataires (moyenne nationale : 39,8 %) et 7 % logés gratuitement (moyenne nationale : 4,9 %).
Le parc immobilier de la commune est constitué de 5 598 logements. Ceux-ci sont essentiellement des résidences secondaires (40 %), tandis que le reste est partagé entre résidences principales (45 %) et logements vacants (5 %). La grande majorité des logements sont des maisons individuelles, lesquelles représentent 92,3 % du parc immobilier (moyenne nationale : 55,3 %) ; le reste se répartissant entre appartements (4 %) et logements alternatifs (3,7 %). 28,8 % des logements sont constitués de 5 pièces ou plus (moyenne nationale : 31,5 %); un peu moins que les 4 pièces (31,9 %) et que les 3 pièces (29,5 %), mais plus que les 2 pièces (8,5 %) et les studios (1,3 %).

## Patrimoine communal

### Église Saint-Pierre

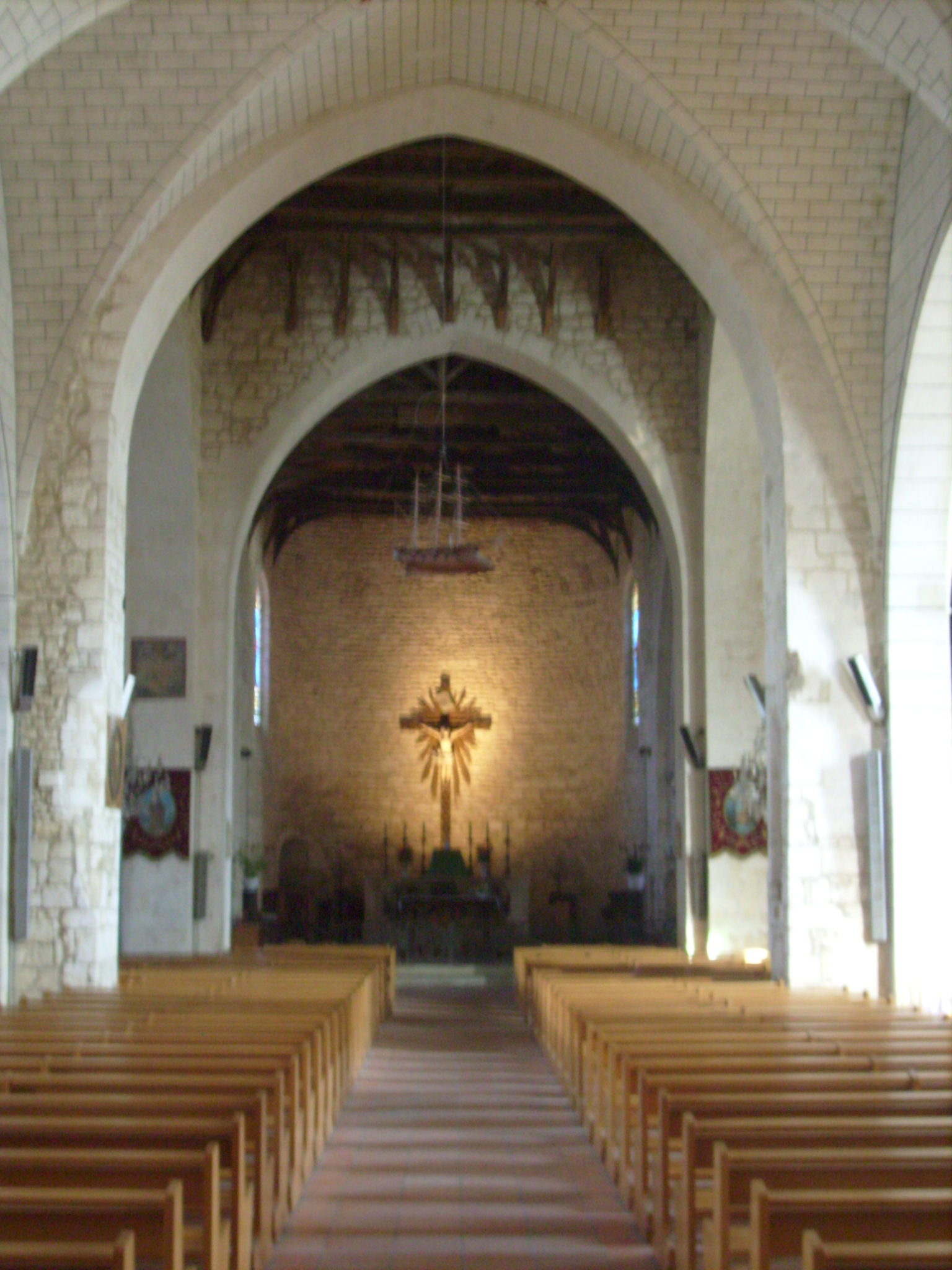
Intérieur de l'église Saint-Pierre

Située au cœur du quartier piétonnier, l'église Saint-Pierre est la principale église de la ville. Fondée dès le XIIe siècle (il subsiste de l'édifice primitif une colonne et les bases d'un arc), elle fut victime de sévères déprédations durant les guerres de religion, ce qui explique son architecture atypique mêlant styles gothiques, baroques et classiques. Au XIXe siècle, l'église fut dotée de collatéraux sur les plans de l'architecte diocésain Antoine Brossard.
Parmi les éléments les plus remarquables de l'édifice se trouve la façade, édifiée dans le style de la Contre-Réforme, un courant architectural relativement peu représenté dans la région. Rythmée par des pilastres, elle est ornée de fines volutes et de motifs floraux. Le clocher hexagonal qui la prolonge a été rajouté durant le règne du roi Louis XVI, en 1776. Conçu pour servir d'amer aux navires croisant au large de l'île, il accueille en son sommet une plate-forme d'observation.
La façade (à l'exclusion du clocher) et la tribune d'orgue ont été inscrits à l'inventaire supplémentaire des monuments historiques le 21 décembre 1988. À l'intérieur, plusieurs tableaux sont également inscrits aux monuments historiques : ceux-ci représentent notamment la mort de saint Joseph, l'Immaculée Conception ou la Crucifixion.

### Église Notre-Dame-et-Saint-Nicolas

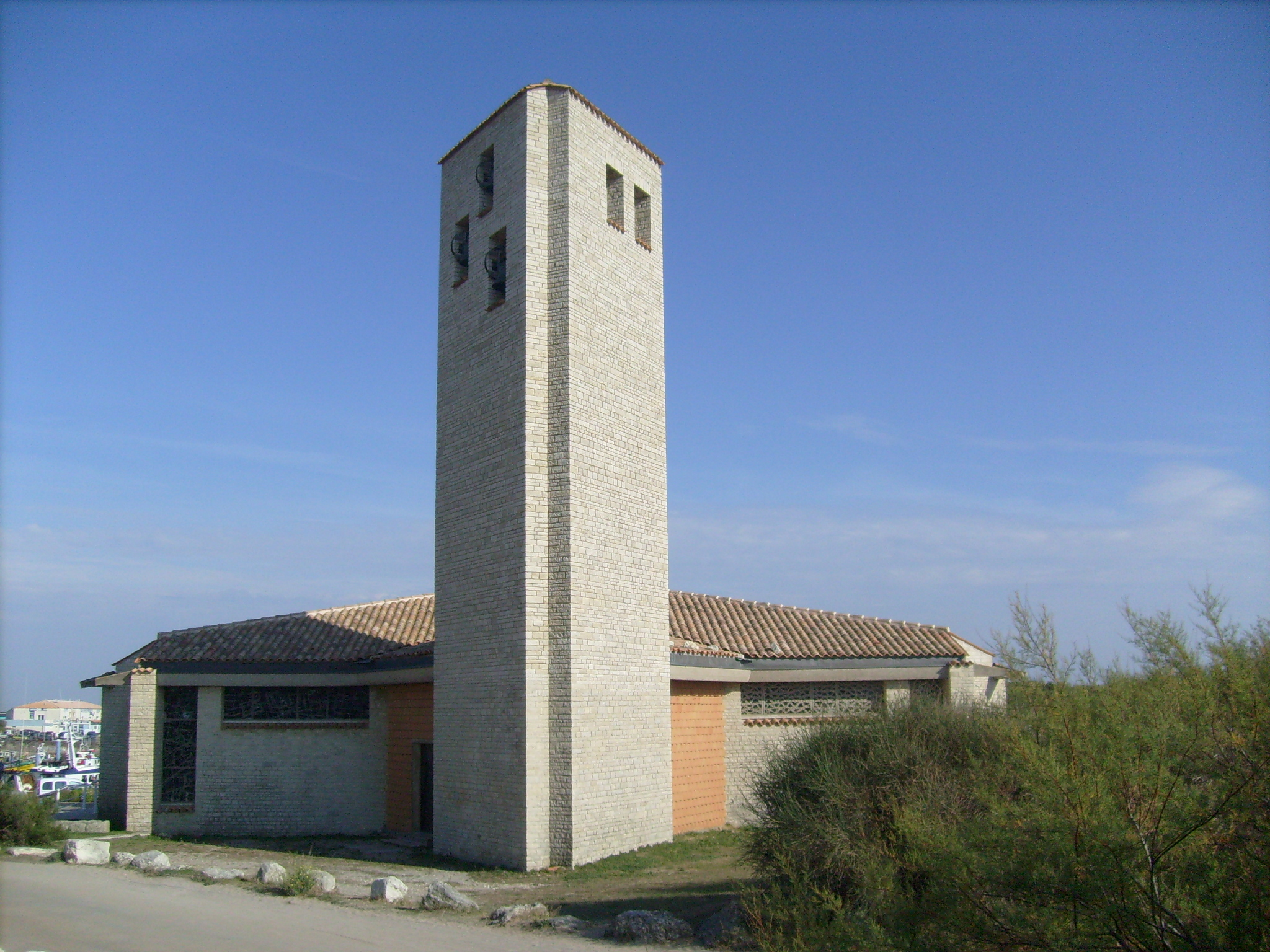
L'église de La Cotinière

L'église Notre-Dame-et-Saint-Nicolas est située à proximité du port de la Cotinière, un quartier situé à quelques kilomètres à l'ouest du centre-ville. Édifice résolument moderniste, elle a succédé à plusieurs chapelles aujourd'hui détruites.
L'église actuelle est basée sur un plan atypique de forme triangulaire, œuvre de l'architecte Kieffer. Élevée à partir de 1966, elle est solennellement consacrée le 20 mai 1969 par Mgr Félix-Marie-Honoré Verdet, évêque du diocèse de La Rochelle et Saintes.
Formant un unique vaisseau couvert d'une charpente apparente, elle est flanquée d'un clocher en moellons, également de plan triangulaire. L'intérieur de l'édifice est éclairé par une série de baies rectangulaires ménagées verticalement et horizontalement. Celles-ci sont garnies de vitraux modernistes évoquant la mer. À l'entrée du sanctuaire, un autel est consacré aux marins disparus en mer, auxquels des vitraux d'un bleu profond rendent également hommage.

### Temple protestant
Longtemps obligés de célébrer leur culte dans des granges ou des maisons particulières, les fidèles protestants se dotent d'un premier temple en 1606, quelques années après la promulgation de l'édit de Nantes. Les pressions exercées à l'encontre de la communauté et la menace de voir le bâtiment transformé en église catholique conduisent les fidèles à l'incendier eux-mêmes l'édifice en 1626, deux ans avant qu'un décret n'interdise la pratique du culte réformé sur l'île. Il faut attendre le premier tiers du XIXe siècle pour qu'un nouveau temple soit bâti.
Inauguré le 12 mai 1833 par le pasteur Cambon de Marennes, en présence de dignitaires civils et religieux, le bâtiment se distingue par la sobriété de ses lignes. D'un point de vue architectural, il se limite à une modeste salle rectangulaire divisée en deux travées, précédée par une façade dont le fronton orné des lettres ER (Église réformée) souligne la simplicité. Un temps menacé de démolition en raison de sa faible fréquentation, il est sauvé par Pierre Loti, qui intervient en personne afin qu'il soit préservé.
Lorsque l'écrivain décède à Hendaye en 1923, son corps est transporté jusqu'à Rochefort, dans sa célèbre maison, puis à Saint-Pierre-d'Oléron. Ses obsèques sont célébrées dans ce temple, avant une inhumation dans le jardin de la maison des aïeules toute proche.

### Château de Bonnemie
Les spécialistes ne s'accordent pas sur la date exacte du début de la construction de cet ensemble fortifié, qui pourrait avoir été édifié dès 1255 (estimation de Marc-Antoine Le Berton, un de ses anciens propriétaires) ou 1354 (estimations de l'historien Paul Thomas).
La plus grande partie du château actuel est issue d'une campagne de reconstruction menée à partir de 1694, qui a conduit à la construction d'une vaste salle centrale, des communs (écuries, greniers à céréales), d'une nouvelle cuisine et à la réfection de l'enceinte. Le corps de logis est ponctué de quatre tours : la tour de l'horloge, la tour de la citerne, la tour de la chapelle et la grande tour centrale, au toit à double galbe.
Longtemps siège de la seigneurie de Bonnemie, la plus importante de l'île, le château a été acquis par la commune, mais n'est pas ouvert à la visite. Seuls les jardins sont librement accessibles. La façade fait l’objet d’une inscription au titre des monuments historiques depuis 1981. L'intérieur l'est depuis 1994.

### Maison des aïeules de Pierre Loti
Cette maison bourgeoise du centre-ville fut édifiée au XVIIe siècle, puis remaniée au siècle suivant. Longtemps propriété des Renaudin, ancêtres de Pierre Loti, elle devient un pensionnat de jeunes filles en 1832, puis une école confessionnelle protestante. Le bâtiment, aux lignes simples, se compose d'un corps de logis à deux niveaux, de communs et de jardins, auxquels on accède par un double portail (porte piétonne et porte charretière).
L'écrivain Pierre Loti rachète la propriété en 1899 et la rebaptise « maison des aïeules » en souvenir de ses ancêtres. À sa mort en 1923, il est inhumé dans le jardin attenant, « sous le lierre et les lauriers ». Selon ses dernières volontés, la maison ne se visite pas. La maison fait l’objet d’une inscription au titre des monuments historiques depuis 2007.

### Lanterne des morts

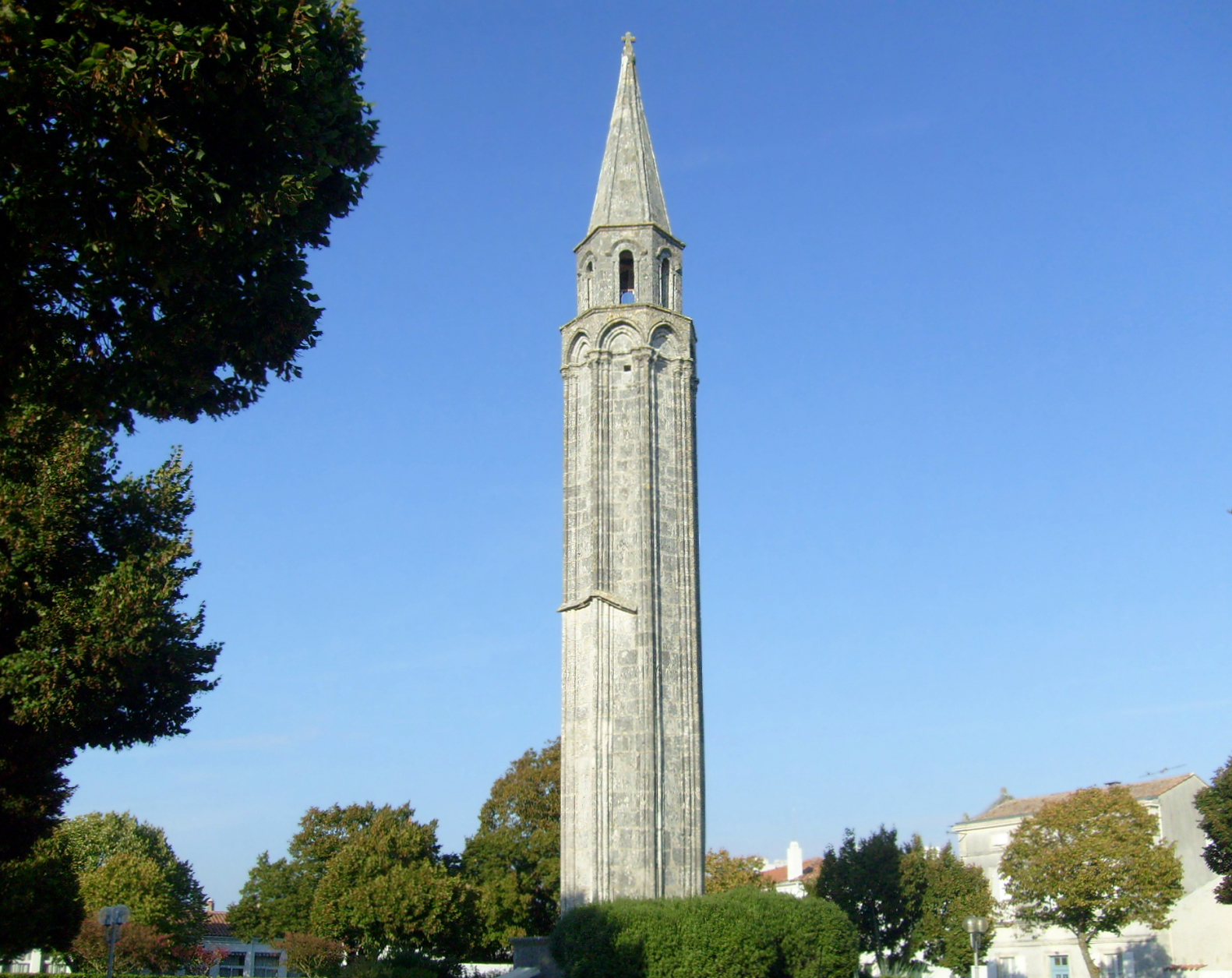
La lanterne des morts est située sur la place Camille Mémain.

La lanterne des morts est située dans le centre historique de la ville, sur la place Camille-Mémain. Autrefois entourée par le cimetière paroissial, elle servait vraisemblablement au culte des défunts.
Construite sans doute au XIIe siècle, elle se compose d'un fût octogonal orné d'une arcature et de longs piliers en faisceaux, et se prolonge par un lanternon pentagonal surmonté d'une flèche en pierre. Un escalier à vis intérieur (non accessible au public) permettait d'atteindre le foyer du lanternon, où l'on allumait périodiquement un feu en mémoire des morts. Le tertre sur lequel elle est assise est l'ancien ossuaire du cimetière. Elle mesure 23,40 mètres de haut au total, ce qui en fait le plus haut monument de ce type en France.
La lanterne des morts fut classée monument historique dès 1886. Bénéficiant d'une campagne de restauration en 1906 sous la direction de l'architecte Ballu, elle fut de nouveau restaurée en 1995.

### Les moulins à vent de Saint-Pierre-d'Oléron
Dans la commune on a compté jusqu'à 32 moulins à vent sur les un peu plus de 100 que comptait l'île d'Oléron. Tous ont été bâtis durant le XVIIIe siècle. Mais aujourd'hui seule une dizaine reste encore debout à Saint-Pierre-d'Oléron.
En effet, les deux tiers des moulins saint-pierrais ne sont plus. Les raisons à cela sont diverses : ainsi le moulin d'Arceau fut foudroyé lors d'un violent orage en 1929 ce qui entraina son démantèlement bien qu'il ait cessé de tourner avant cet évènement. Un autre servait de cible de tir à l'armée allemande pendant l'occupation de la Seconde Guerre mondiale. C'est par ailleurs dans un moulin de la commune, dont la tour n'est plus aujourd'hui mais la maison subsiste, que s'est signé l'armistice et la reddition allemande sur l'île en 1945. Ce moulin, le Moulin Blanc, se situait en face du l'actuel siège de la Communauté de communes de l'île d'Oléron au niveau du "rond-point de la vigne".

Les dix survivants sont les moulins de Bois-Fleury, des Gaillardes, de Neuf, de l'Aubier, de la Chefmalière, de la Poyade, de la Croix, du Coivre, de Pierre-Levée, et de la Borderie. Tous toujours visibles mais dans des états différents. Par exemple, le moulin de la Poyade et son voisin le moulin de la Croix n'ont plus leur toit en cône. Ils sont tous deux situés, presque face à face, au niveau du croisement entre l'avenue Bel-Air et du Général-Leclerc. Le premier fut construit vers 1715 et représenté dans les cartes de Cassini dès 1767, il vit son toit transformé aujourd'hui en belvédère. Le second, voyait le chemin de fer passer à ses pieds entre 1904 et 1934. Son toit aussi est parti mais sa tour fut rénovée entre 1984 et 1985. On note qu'il y avait un troisième moulin dans ce croisement, le moulin de Sableau qui n'est plus désormais.

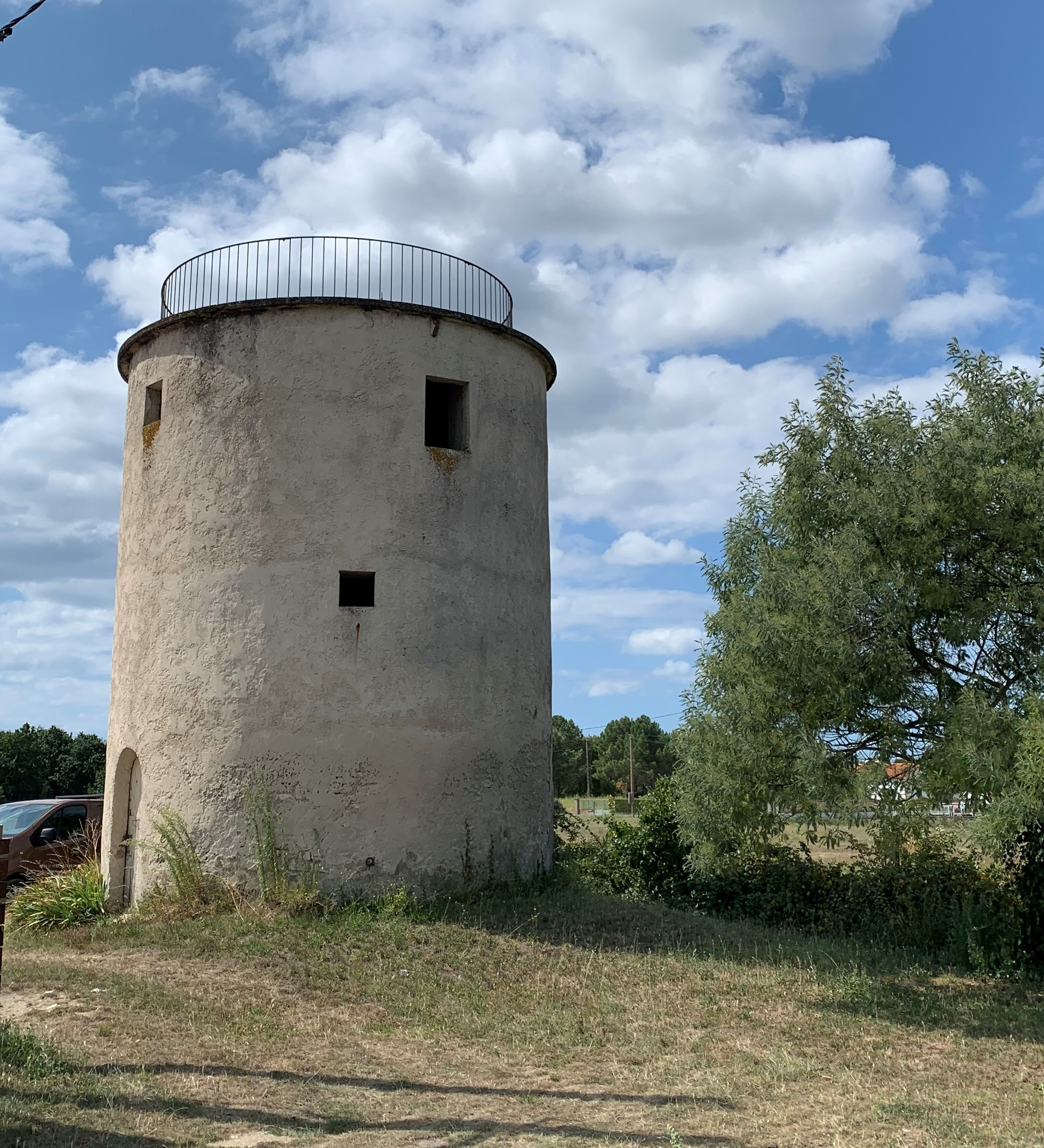
Le Moulin de la Poyade et son belvédère.
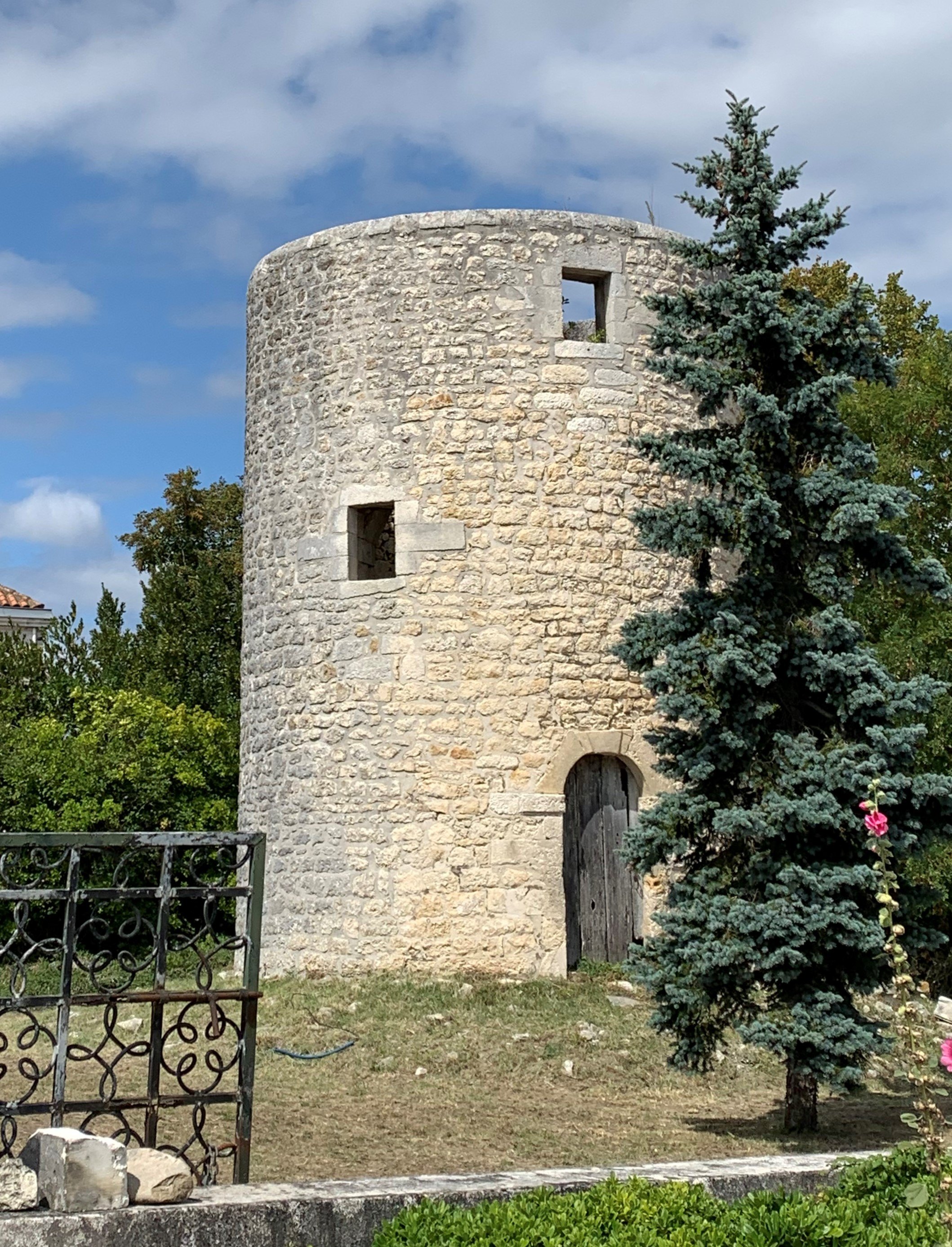
Le Moulin de la Croix.

Le moulin du Coivre, inscrit à l'inventaire des monuments historiques et dont les premières traces écrites remonte à 1786, a connu une rénovation importante (notamment de sa toiture) après le passage de la tempête Lothar du 26 décembre 1999. Ce moulin se situe le long de l'avenue Bel-Air peu après le rond-point de la Vigne. Le moulin de Pierre-Levée se situe dans le lieu-dit du même nom entre le bourg de Saint-Pierre et son village auxiliaire La Cotinière. Le premier meunier à avoir exploité ce moulin est décédé en 1748. Le bâtiment traverse les années depuis désormais la première moitié du XVIIIe siècle. Et même si les meules de ce moulin ne sont plus fonctionnelles, il a toujours, comme le moulin du Coivre, son chapeau conique.

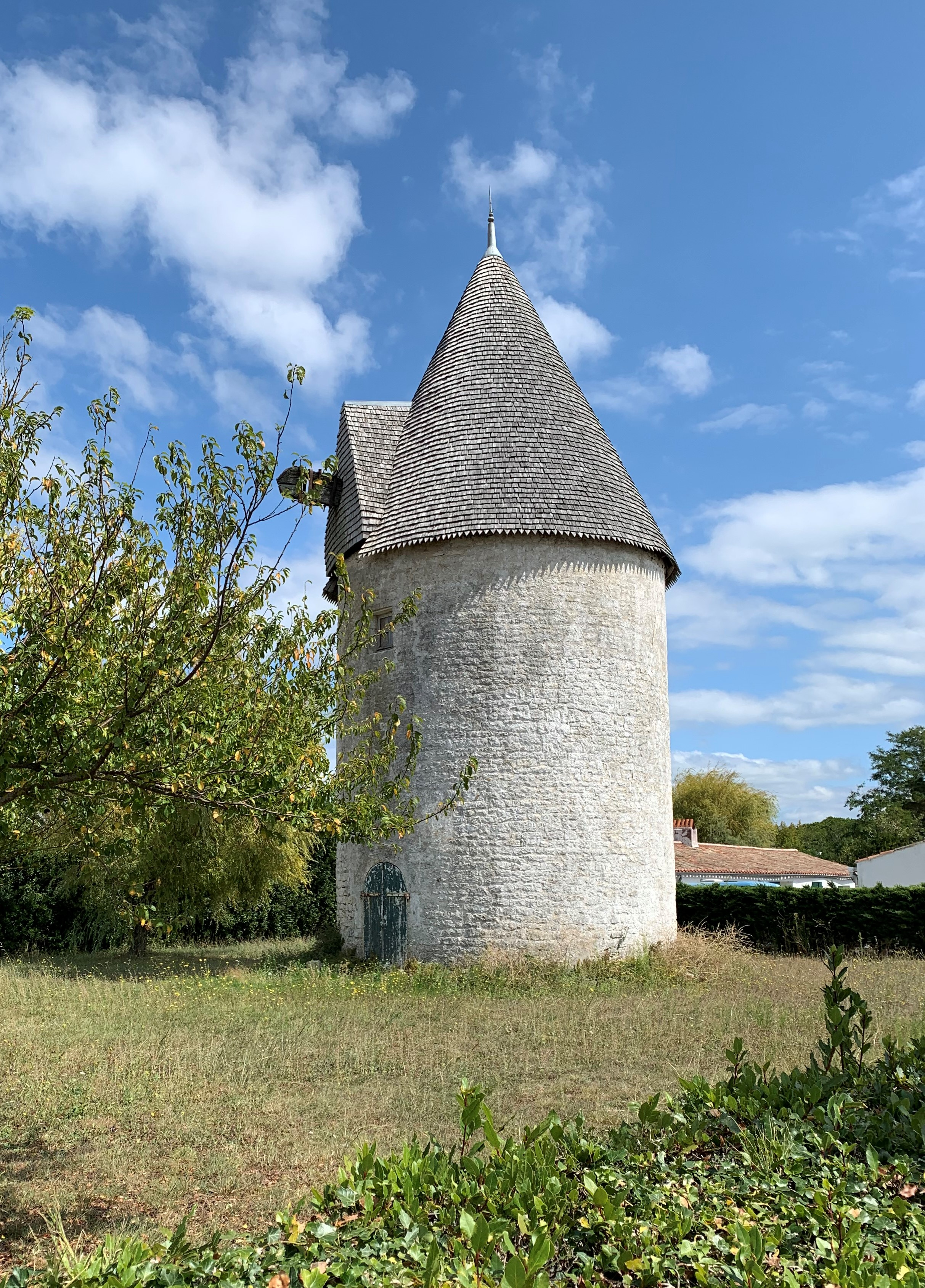
Moulin du Coivre
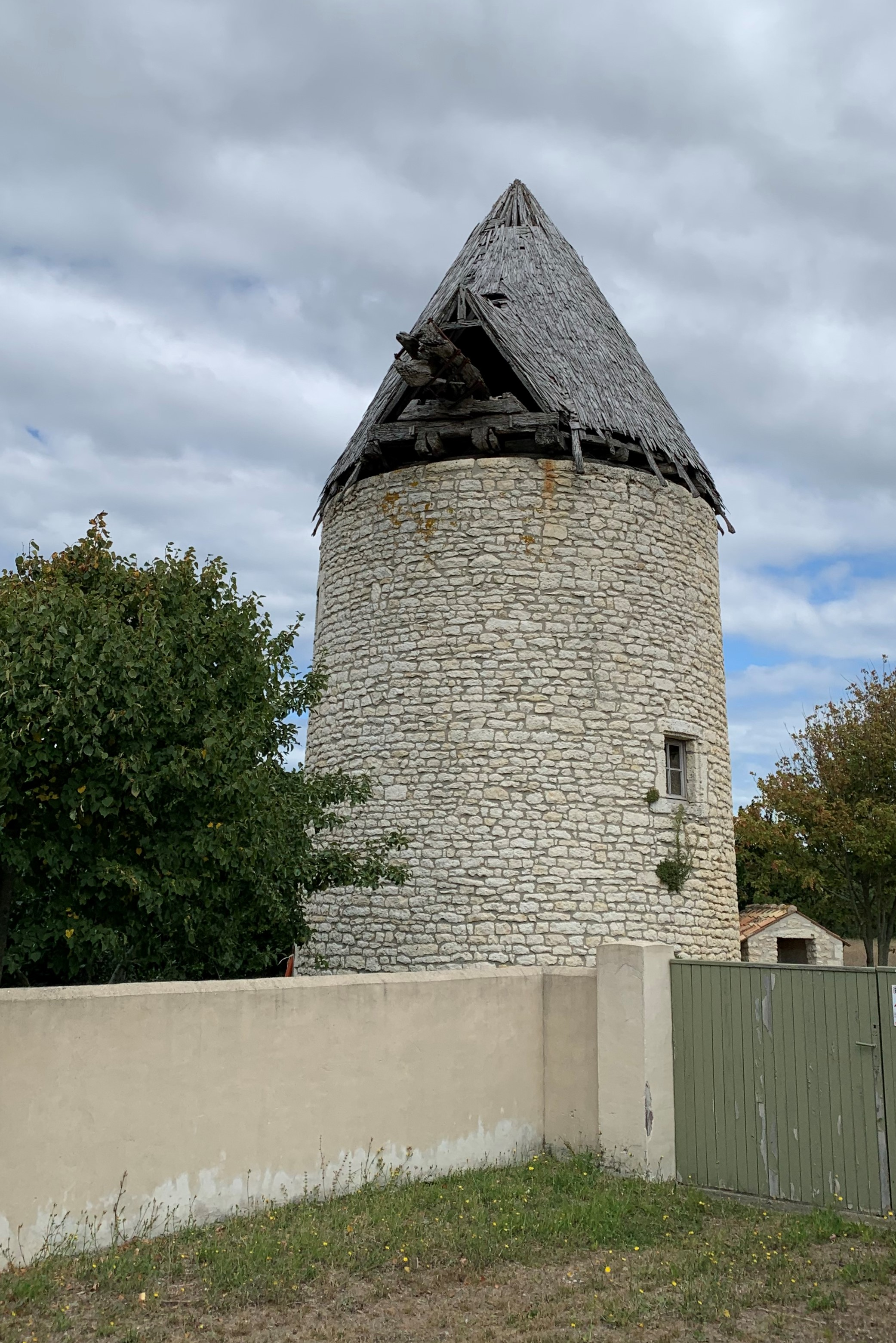
Moulin de Pierre-Levée

Enfin, un seul des dix moulins saint-pierrais encore debout a gardé son mécanisme même s'il n'a plus ses ailes. Ce moulin est le moulin de la Borderie. Il date de la première partie du XVIIIe siècle, comme la plupart de ses semblables. Sa toiture est en châtaignier et il se situe tout au bout de la rue de la République en allant vers le village de Sauzelle. Aujourd'hui, la seule chose ayant changé chez ce moulin est la maison du meunier transformée en chambre d'hôte mais ayant su garder l'âme des lieux qui est reconnu par la fondation du patrimoine.

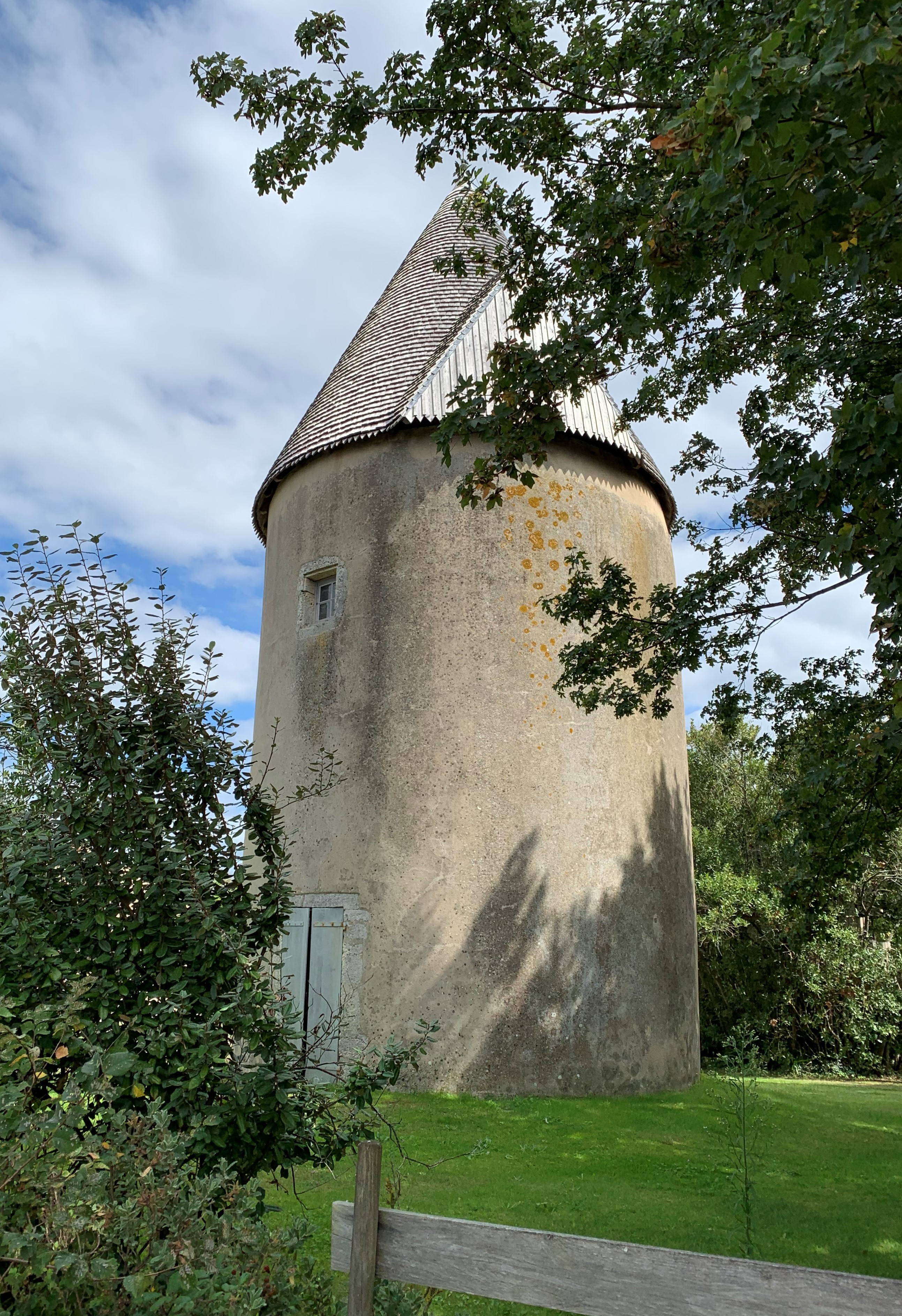
Moulin de la Borderie

### Kiosque à musique
Le kiosque à musique fut édifié sur la place Gambetta en 1899, afin de pouvoir offrir des concerts aux habitants de la commune. Ce kiosque à musique de forme hexagonale a été restauré en 1985.

### Coiffes Saint-Pierraises

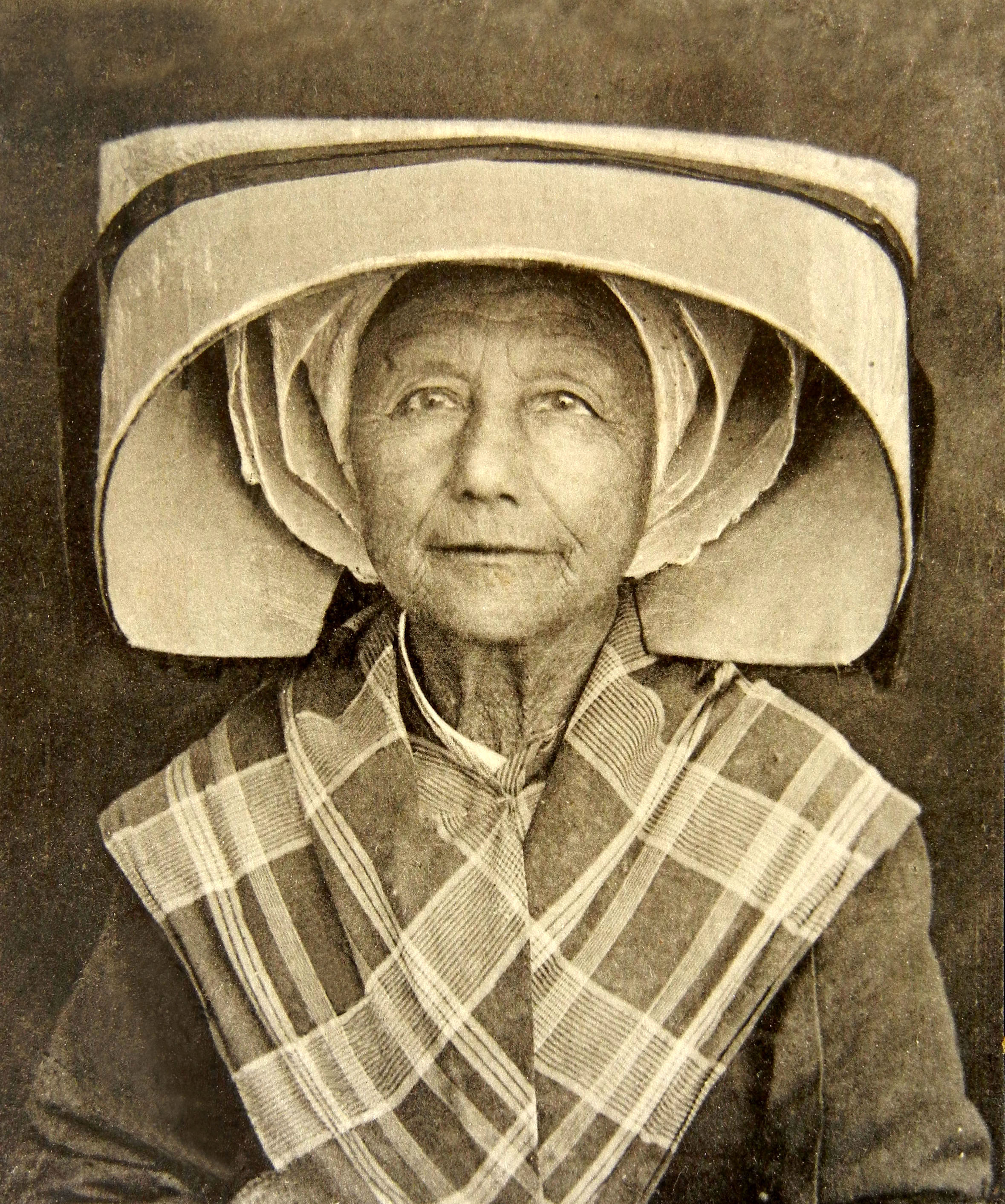
Île d'Oléron, Saint-Pierre-d'Oléron, Charente-Maritime, coiffure oléronaise le ballet. V. 1915
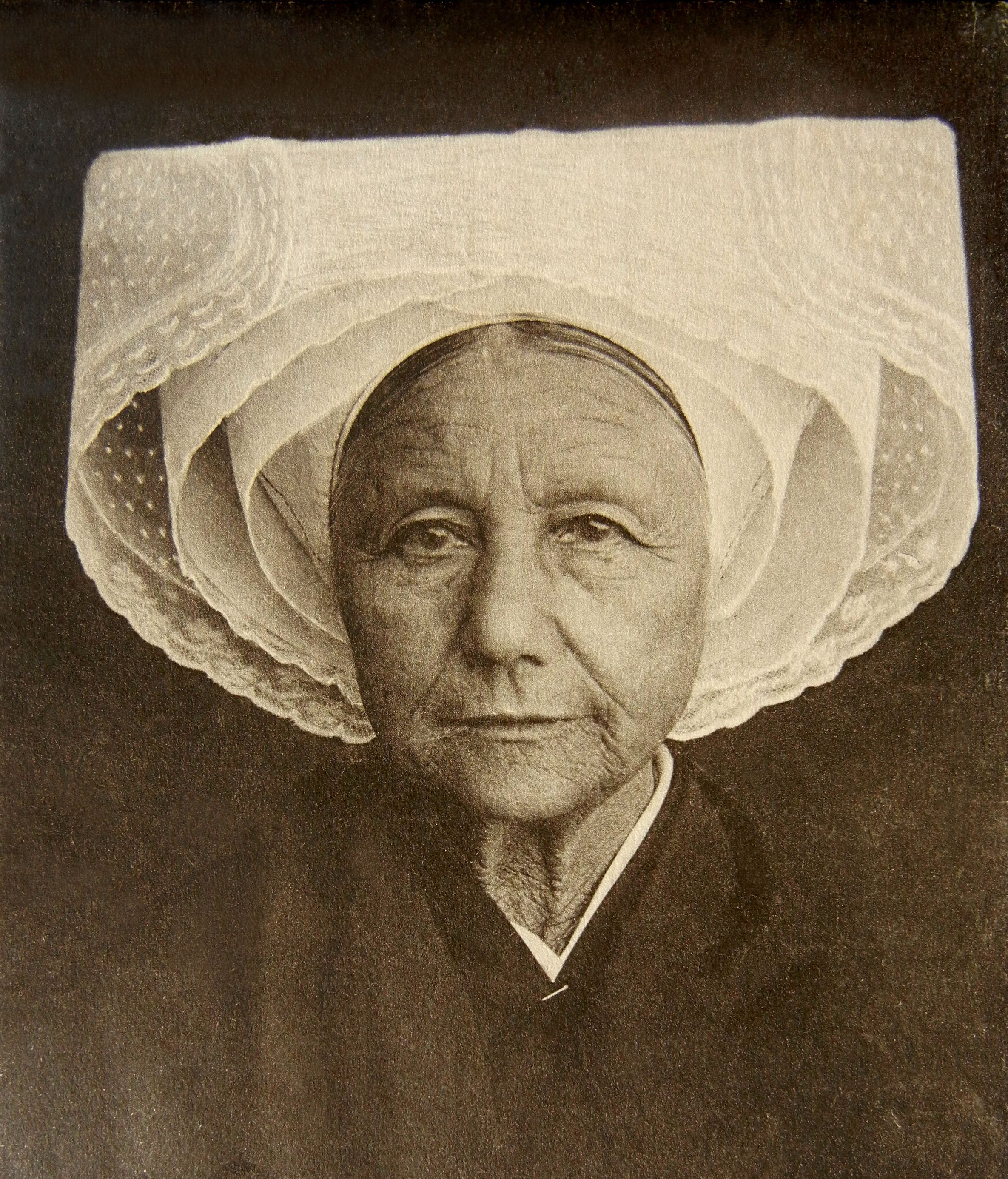
Île d'Oléron, Saint-Pierre-d'Oléron, Charente-Maritime, coiffure oléronaise le ballon. 1915]
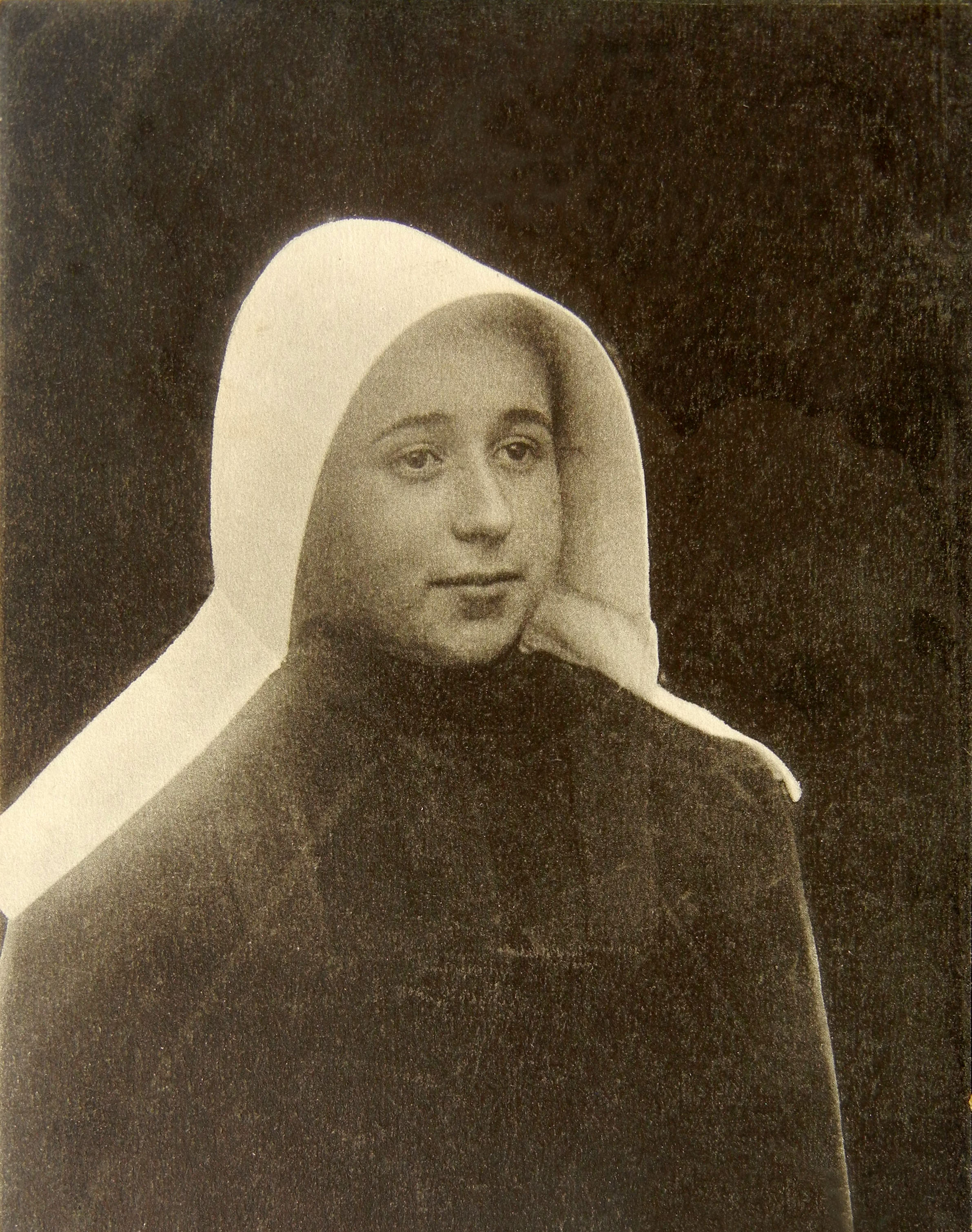
Île d'Oléron, Charente-Maritime, coiffure oléronaise le kissenot. 1914

## Culture

### Musée de l'Île d'Oléron
Aménagé dans une ancienne bâtisse du XVIIIe siècle, le musée de l'Île d'Oléron ouvre ses portes au printemps 2006. Succédant à l'ancien musée Aliénor d'Aquitaine, installé dans les murs du château de Bonnemie depuis 1967, il présente des collections historiques et ethnologiques qui mettent en lumière le riche passé d'une île souvent convoitée, ainsi que les spécificités culturelles des insulaires. Le musée permet ainsi de découvrir des vestiges archéologiques découverts dans les différentes communes oléronaises, de la préhistoire à nos jours, ainsi que des costumes traditionnels, des outils ou des objets usuels.
Des panneaux et des maquettes permettent de mieux appréhender les techniques agricoles, la saliculture (longtemps principales activité de l'île), les techniques de pêche ou encore le gemmage. Des expositions temporaires sont également présentées au public, à raison de deux expositions par an. Le musée de l'île d'Oléron est labellisé Musée de France.

### Cinéma L'Eldorado
« L'Eldorado » est un complexe cinématographique de trois salles établi en centre-ville. Lors de son ouverture en 1885, il s'agit d'une salle de spectacle, de théâtre et de bal de quatre cents places. L'achat d'un projecteur en 1908 permet la diffusion de films muets, puis, à partir de 1930, de films parlants. Des travaux de modernisation ont lieu en 1948 et en 1966. Dans l'intervalle, en 1963, la commune rachète le cinéma. Les infrastructures sont de nouveau modernisées en 1985, année qui voit notamment la création d'une seconde salle et la réfection du hall d'entrée.
Sept ans plus tard, le cinéma est doté d'équipements modernes (technologie Dolby stéréo, nouveaux projecteurs et écrans). De nouveaux travaux de restructuration et d'agrandissement sont menés à partir de 2007 pour un montant total de quatre millions d'euros – dont deux cent vingt-cinq mille euros offerts à la commune en 2009 par l'homme d'affaires et philanthrope Pierre Bergé – aboutissant à la création d'une troisième salle en 2010.
Le complexe se compose dès lors d'une salle de cent places (salle Jean-Cocteau), d'une seconde salle de deux cents places et d'une troisième salle de trois cent cinquante places (salle Pierre-Bergé).

### Langue saintongeaise

Aire linguistique du Saintongeais

La commune est située dans l'aire linguistique du saintongeais, un dialecte faisant partie de la famille des langues d’oïl, branche des langues romanes, qui comprend également le français, l’angevin le picard et le poitevin avec lequel il est souvent regroupé dans un domaine plus vaste, le poitevin-saintongeais.
Le saintongeais (saintonjhais) est la langue vernaculaire parlée en Saintonge ainsi que dans une partie de l'Aunis, de l'Angoumois, mais aussi dans quelques enclaves de Guyenne (Pays Gabay ou Grande Gavacherie, Petite Gavacherie autour de Monségur dans l'Entre-deux-Mers et enclave du Verdon, en Médoc). On l’appelle parfois aussi le charentais ou encore le patois charentais. Les locuteurs sont dits patoisants.
La langue saintongeaise présente de nombreux traits communs avec des langues telles que le cadien ou l'acadien, ce qui s'explique par les origines saintongeaises d'une partie des émigrants vers la Nouvelle-France au XVIIe siècle.

### Gastronomie
La gastronomie oléronaise est tout naturellement tournée vers les produits de la mer, mais aussi les produits de la terre et ceux de la vigne. L'huître de Marennes-Oléron, affinée en claire (bassin d'affinage) est une des grandes spécialités de l'île, et est la seule huître française à bénéficier du label rouge. Elle se déguste traditionnellement crue et sans aucun assaisonnement, mais peut être agrémentée malgré tout d'un filet de citron ou d'une vinaigrette aux échalotes. Il est également de coutume de la déguster avec des crépinettes ou des petites saucisses grillées. Elles peuvent en outre se préparer chaudes, notamment en gratin ou accompagnées d'une fondue de poireau.

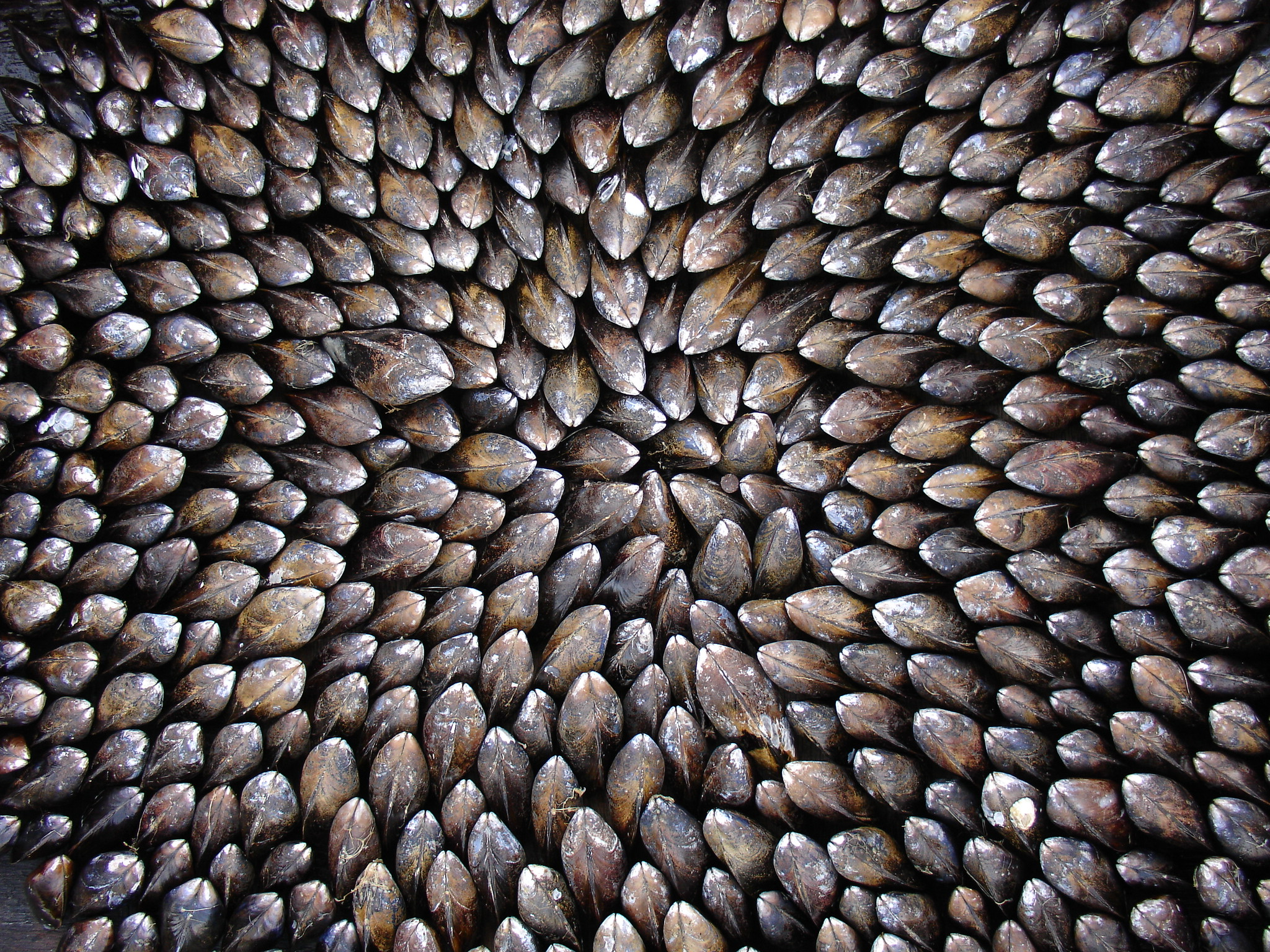
Une éclade de moules

Le port de La Cotinière n'est plus le premier port crevettier de France, mais les crevettes roses ou grises restent une de ses spécialités. Au début du XIXe siècle, il fut également un grand producteur de sardines : la « cotinarde ». Désormais, il se concentre sur la production de poissons nobles et notamment de céteaux. Les poissons de seconde catégorie sont traditionnellement utilisés pour produire la chaudrée, une soupe de poissons aux pommes de terre, au vin blanc et à la crème.
Les moules de bouchot sont une autre spécialité. Elles servent à cuisiner l'éclade (ou églade), des moules cuites sur un feu d'aiguilles de pin, ou encore la mouclade, un plat qui mêle moules de bouchot, crème fraîche, beurre, vin blanc de pays, jaunes d'œufs et échalotes. Moins connues, les casserons sont de petites seiches que l'on sert grillées ou sautées à la poêle.
Le vignoble oléronais ne sert plus uniquement à la production des eaux-de-vie traditionnelles que sont le pineau des Charentes et le cognac, mais aussi à la production d'un vin blanc sec commercialisé comme « Vin de pays charentais de l'île d'Oléron ».

## Équipements et services

### Transports urbains
La commune est desservie par le réseau de transports régionaux Nouvelle Aquitaine, mis en place à l’été 2018 par la région. Les lignes de « transport Nouvelle Aquitaine » remplacent ainsi les cars départementaux « Les Mouettes » . Des correspondances existent avec les gares de Surgères, Saintes, La Rochelle, et Rochefort.

### Enseignement
Saint-Pierre-d'Oléron dépend de l'académie de Poitiers. La commune compte plusieurs écoles, réparties tant en centre-ville que dans le bourg de La Cotinière. Sont ainsi implantées une école maternelle (école Jules-Ferry), une école primaire (école Pierre-Loti) et un groupe scolaire (école Jean-Jaurès) relevant de l'enseignement public, et un groupe scolaire privé (école Jeanne-d'Arc), qui prennent en charge les enfants jusqu'au CM2. La commune a centralisé la restauration scolaire, et les repas servis aux élèves de toutes les écoles sont confectionnés au sein d'une même cuisine. Ils sont directement servis aux élèves des écoles Jules-Ferry et Pierre-Loti, et acheminés par camion frigorifique aux cuisines des autres écoles. La commune possède également une garderie périscolaire, et est équipée d'un réseau de bus de ramassage scolaire.
Les élèves du second cycle sont orientés vers le collège public de la ville (collège du Pertuis d'Antioche). Il dispose d'un centre de documentation, d'un restaurant scolaire et d'une salle d'informatique, mais n'a pas d'internat. Les élèves peuvent être ensuite orienté vers les Lycées de Royan, La Rochelle, et Rochefort (enseignement général et professionnel).Mais la majorité des élèves sont orientés vers le « lycée de la mer et du littoral » de Bourcefranc-le-Chapus (enseignement général et professionnel) le lycée de secteur . Il existe en outre un lycée expérimental à Saint-Trojan-les-Bains, le Centre expérimental pédagogique maritime en Oléron.

### Santé
Plusieurs cabinets médicaux sont implantés dans la commune, auxquels viennent s'ajouter un centre médico-social et un centre d'aide médico-psychologique à l'enfance. Saint-Pierre-d'Oléron dispose en outre d'un hôpital local et d'une maison de retraite. Cependant, les urgences médicales sont traitées dans les centres hospitaliers de Rochefort et La Rochelle ainsi que la Clinique Pasteur de Royan (les plus proches géographiquement parlant) ou de Poitiers et Bordeaux pour les cas les plus graves.
La sécurité des biens et des personnes est assurée par une antenne de la gendarmerie nationale et de la police municipale. Un centre de secours des pompiers est habilité à intervenir en cas d'urgence.

### Sports
La commune s’est dotée en 2009 d’un complexe sportif qui se compose d'une salle multisports (salle Henri-Salvador), de cinq courts de tennis (dont un couvert), d’une salle de danse, d’un gymnase, d’un dojo, de boulodromes (dont certains sont couverts), d’un terrain d’athlétisme (une piste, saut en longueur et la perche, lancé de marteau et de poids), de deux terrains de football, ainsi qu’une piste de VTT et d’un bmx park. Ces équipements sont destinés aux clubs sportifs et également aux élèves du canton, relevant du syndicat intercommunal de fonctionnement et d'investissement du collège de Saint-Pierre-d'Oléron (SIFICES). Un golf de neuf trous, s'étendant sur près de trente hectares, a été aménagé au lieu-dit La Vieille Perrotine. Enfin, La Cotinière est un spot de skimboard.
Le tissu associatif local comprend plusieurs associations et amicales sportives, proposant des activités telles que football, karaté,athlétisme,voile,pétanque,taekwendo, course à pied, judo, tennis, hand-ball, VTT, bmx, surf, danse, gymnastique, volley-ball, musculation, rugby, basket-ball, randonnée pédestre ou encore badminton.

### Médias

#### Télévision
L'émetteur de Niort-Maisonnay permet la réception des chaînes gratuites de la télévision numérique terrestre (TNT) dans l'ensemble de la commune, dont le décrochage local de France 3 Nouvelle-Aquitaine. Le 31 mai 2009, cet émetteur de forte puissance a débuté la diffusion d'un nouveau multiplexe, permettant la réception des premières émissions de télévision haute définition (HD)

#### Radio
La plupart des radios nationales présentes dans le département peuvent être écoutées dans la commune. Les informations départementales sont relayées par la station de radio publique France Bleu La Rochelle (il est également possible d'écouter, de façon plus aléatoire, les programmes de France Bleu Gironde).
Les stations de radio locales sont relativement peu nombreuses depuis la fermeture de Radio Oléron Continent, qui émettait depuis Saint-Pierre-d'Oléron dans les années 1980. Les auditeurs saint-pierrais peuvent écouter Terre Marine FM (Fouras) et Demoiselle FM (Le Château-d'Oléron) toute l'année, et Chassiron FM en période estivale (du 15 juin au 15 septembre).

#### Presse
La presse locale est représentée par le quotidien Sud Ouest, dont le siège est à Bordeaux et par l'hebdomadaire Le Littoral situé à Marennes.

### Réseaux techniques
En 2008 et 2010 la commune de Saint-Pierre-d'Oléron a été récompensée par le label « Ville Internet @@@ ».

## Vie locale

### Cultes
Saint-Pierre-d'Oléron appartient au diocèse catholique de La Rochelle et Saintes, lui-même subdivision de la province ecclésiastique de Poitiers depuis 2002 (de la province ecclésiastique de Bordeaux avant cette date) et au doyenné de Marennes-Oléron. Les offices catholiques sont célébrés en juillet et août, chaque samedi soir  en l'église Notre-Dame-et-Saint-Nicolas de La Cotinière et chaque dimanche matin à l'église de Saint-Pierre. En dehors de la saison, les offices sont répartis par alternance sur l'ensemble des communes de l'Ile d'Oléron.
Le culte protestant est célébré par et à l'Église Protestante Unie, certains dimanches à 10 heures 30, en alternance avec d'autres temples du secteur paroissial (Arvert, Chaillevette, Étaules, La Tremblade, L'Éguille, Marennes, Mornac, Nieulle sur Seudre).

### Marché
Trois marchés principaux se tiennent dans la commune. Le plus important se tient les mardis, jeudis, samedis et dimanches matin sous les halles couvertes du centre-ville. On y vend essentiellement des produits alimentaires. Le marché de La Cotinière se tient chaque jour à proximité du port, et est également dédié avant tout aux produits alimentaires. Enfin, le marché de Victorine, également à La Cotinière, est consacré aux produits de la mer. Des marchés artisanaux ont lieu en saison (du 15 juin au 15 septembre) en centre-ville et sur le port de La Cotinière.
Une foire mensuelle se tient en centre-ville, place Gambetta, chaque quatrième mardi du mois. Les différents stands proposent aussi bien des produits alimentaires que des vêtements et des objets artisanaux.
Chaque année, la commune accueille Expoléron, une foire mettant à l'honneur un pays, ses différentes productions et traditions, mais aussi les produits du terroir oléronais. La première édition de la « Foire exposition de l'île d'Oléron » s'est tenue en 1950, la tradition se perpétuant depuis lors grâce à la SOMET (Société oléronaise de manifestations économiques et touristiques).

## Personnalités liées à la commune
- Pierre Bergé (1930-2017), homme d'affaires et mécène, est né dans la commune, au hameau d’Arceau. En octobre 2009, il offre 125 000 euros à la commune pour soutenir financièrement le cinéma Eldorado, et s'est engagé par ailleurs à verser annuellement, à partir de 2011 et pendant cinq ans, la somme de 20 000 euros afin d'aider à la programmation de spectacles dans l'établissement. En remerciement de sa générosité, une des salles du cinéma portera son nom[108] ;
- Paul Coban (1921-2012), poète qui animait sa boutique de poésie en centre ville.
- Ernest Lessieux (1848-1925), peintre, aquarelliste, dessinateur. Né à La Rochelle, il finit  par acquérir une propriété à Saint Pierre d’Oléron. Où il séjourne régulièrement au cours de sa vie. La médiathèque de la ville porte désormais son nom ainsi que celui de son fils Louis Lessieux, qui fut son élève.
- Pierre Loti (1850-1923), écrivain, est enterré à Saint-Pierre, dans le jardin de la Maison des Aïeules ;
- Frédéric Mestreau (1825-1891), homme politique né à Saint-Pierre-d'Oléron, député de la Charente-Inférieure puis sénateur de la Charente-Maritime.
- Claude-Vincent Polony (1756-1828), capitaine de vaisseau et marchand d'esclaves, mort à Saint-Pierre-d'Oléron  ;
- Josyane Savigneau (1951-), journaliste et écrivaine, évoque l'île d'Oléron et sa maison de la Chefmalière dans son ouvrage Point de côté (2008).
- Pierre Sidos (1927-2020), personnalité politique française.

## Héraldique
| Blason | Blasonnement : D'azur à la barre réticulée cousue de gueules accompagnée d'un soleil rayonnant mouvant de l'angle dextre du chef et d'une barque d'or habillée d'argent voguant sur une mer du même mouvant de la pointe, au chef cousu aussi d'azur chargé de trois coquilles aussi d'argent. |